# MBC 베스트극장
《MBC 베스트극장》은 1991년 7월 7일부터 2007년 3월 10일까지 방송되었던 단막극 프로그램이다. 2007년 3월 10일 자로 16년 만에 종영되었다.

## 타이틀 변천사
| 방송 채널            | 방송 기간                          |
| -------------------- | ---------------------------------- |
| MBC 베스트셀러극장   | 1983년 11월 6일 ~ 1989년 7월 9일   |
| MBC 베스트극장       | 1991년 7월 7일 ~ 2007년 3월 10일   |
| MBC 일요 드라마 극장 | 2009년 9월 23일 ~ 2009년 10월 18일 |
| MBC 드라마 페스티벌  | 2012년 10월 3일 ~ 2013년 12월 8일  |

## 방송 시간
| 방송 채널 | 방송 기간                          | 방송 시간                |
| --------- | ---------------------------------- | ------------------------ |
| MBC TV    | 1991년 7월 7일 ~ 1993년 1월 31일   | 매주 일요일 밤 10시      |
| MBC TV    | 1993년 2월 5일 ~ 1995년 4월 14일   | 매주 금요일 밤 9시 50분  |
| MBC TV    | 1996년 10월 25일 ~ 1997년 1월 3일  | 매주 금요일 밤 9시 50분  |
| MBC TV    | 1995년 4월 21일 ~ 1996년 3월 1일   | 매주 금요일 밤 10시 50분 |
| MBC TV    | 2000년 2월 25일 ~ 2000년 10월 27일 | 매주 금요일 밤 10시 50분 |
| MBC TV    | 1996년 3월 8일 ~ 1996년 10월 18일  | 매주 금요일 밤 11시      |
| MBC TV    | 1997년 1월 10일 ~ 1998년 4월 17일  | 매주 금요일 밤 9시 55분  |
| MBC TV    | 2000년 11월 3일 ~ 2005년 4월 8일   | 매주 금요일 밤 9시 55분  |
| MBC TV    | 1998년 4월 24일 ~ 1999년 10월 15일 | 매주 금요일 밤 10시      |
| MBC TV    | 1999년 10월 22일 ~ 2000년 2월 18일 | 매주 금요일 밤 10시 55분 |
| MBC TV    | 2005년 10월 29일 ~ 2006년 11월 4일 | 매주 토요일 밤 11시 45분 |
| MBC TV    | 2006년 11월 11일 ~ 2007년 3월 10일 | 매주 토요일 밤 11시 30분 |

## 작품 리스트
- 아래 작품 중 2003년 이전에 제작과 방영한 작품에서는 부득이하게 일부 장면을 통해 흡연 장면과 담배 소품이 노출될 수 있음.
- 아래 작품 중 2002년 11월 이후에 시청 가능 연령을 표시하는 드라마 등급 제도를 의무적으로 시행하여 현재까지 이어지고 있음.

### 1991년
| 회차 | 방송일    | 작품명            | 극본   | 연출   | 출연자 |
| ---- | --------- | ----------------- | ------ | ------ | --- |
| 1회  | 7월 7일   | 아빠는 사업가     | 김정수 | 김한영 | 김호영 박혜숙 남능미 권은아 안병경 김정하 홍민우 서영애 이귀하 탁지연 김선명 정희연 |
| 2회  | 7월 14일  | 귀거래사          | 윤대성 | 김승수 | 전무송 전미선 오현경 남일우 박정수 김정훈 김윤정 서권순 유순철 임대호 서창호 김동욱 |
| 3회  | 7월 21일  | 목련과 소쩍새     | 임충   | 소원영 | 최불암 박찬환 유식 김용림 김영일 최성철 김일중 박윤배 오현섭 김기진 문시경 김명희 강미 조성숙 윤상덕 원동주 최용팔 강경덕 박정우 전승환 김춘석 최유진 임창대 여민구 추경엽 김은미                                                |
| 4회  | 7월 28일  | 어느 날 갑자기    | 홍승연 | 김준호 | 김창숙 정욱 윤여정 김찬우 이미나 박예숙 홍성찬 |
| 5회  | 8월 4일   | 한여름 밤의 꿈    | 윤석미 | 황인뢰 | - 고속버스 맞선 강남길 김혜수 박용식 전희룡 유준석 최천심 이정민 - 무인도 블루스 조민수 최민수 이연수 문회원 남영진 이재훈 김선동 이혜진 곽은주 - 여왕개미 정한용 하희라 박병훈 문용민 오현섭 양희경 정혜승 박재영 양은민 정수정 |
| 6회  | 8월 11일  | 도출이의 전쟁     | 이홍구 | 정인   | 김주영 박윤배 이주경 임현식 정진 이숙 조춘 박경순 이은철 김명수 박형준 양은민 |
| 7회  | 8월 18일  | 그림자 여인       | 김남   | 김한영 | 김보연 정동환 김도연 김웅철 김경란 김홍석 이순화 이정후 |
| 8회  | 8월 25일  | 달                | 방철환 | 김승수 | 오연수 최민수 송영창 민지환 전원주 김수일 이상철 유영국 오승명 차윤희 김영인 김옥만 이성용 임대호 김명희 김선동 황의권 유태호 김종칠 국정환 박세범 유창국                                                                        |
| 9회  | 9월 1일   | 하귀리에서의 며칠 | 홍외준 | 소원영 | 김미정 이효정 남성훈 방희 심양홍 문용민 홍중기 박윤배 윤웅 |
| 10회 | 9월 8일   | 여름의 꿈         | 허숙   | 김준호 | 박은수 김성찬 김상순 김정하 국정환 문미봉 추석양 안해숙 정한헌 권재희 전희룡 윤예희 문동근 임대호 박세준 김명희 김소원 김세형 김동석 송영준 이형석 윤예람                                                                        |
| 11회 | 9월 15일  | 이웃집 은이       | 박희숙 | 이승렬 | 김혜수 정애리 임정하 홍민우 김명희 김기현 박상조 구장서 정수정 김선우 김희웅 이효선 |
| 12회 | 9월 29일  | 두꺼비와 달       | 박성조 | 정인   | 임현식 신신애 박상조 홍성민 최낙천 서권순 최은숙 박종관 유판웅 문시경 김명수 전희룡 김순경 정미경 이경순 김흥수 김유철 문혁 김상진 박아름                                                                                        |
| 13회 | 10월 6일  | 엄마              | 이은교 | 김한영 | 김석태 여운계 전인택 김희진 김소원 최수훈 김명희 김순경 이경순 문시경 최선균 임창대 김기수 이동석 박소라 |
| 14회 | 10월 13일 | 우황청심환        | 김남   | 김승수 | 김인태 사미자 남성훈 엄유신 감우성 이영후 김복희 김동주 권은아 박주아 김지영 박예숙 곽진영 이동신 배영옥 황의권 김경희 안성민 김형숙 이정은 강민아 한석규 신복숙 유판웅 오세준 차광수                                            |
| 15회 | 10월 20일 | 한계령            | 김원석 | 소원영 | 양미경 김석옥 한인수 김명희 김동현 정진 김경애 박병훈 이금복 박경순 정한헌 유준석 배영옥 박정순 전국근 박지혜 이진원 전혜조 김선미 김수겸 이범호 김태진 양기혁 티나김 박현정                                                     |
| 16회 | 10월 27일 | 황금 우산         | 이홍구 | 김준호 | 김무생 최상훈 한애경 차윤희 김찬구 이덕림 최수훈 강문희 |
| 17회 | 11월 3일  | 서울의 꿈         | 최연지 | 이승렬 | 태민영 정애리 김혜리 정동환 이은실 이금복 김명신 엄도일 서원미 김태훈 이명희 구장서 정구연 강승민 김남희 문은정 최수훈 임성재 |
| 18회 | 11월 10일 | 달리는 거위들     | 최일남 | 정인   | 문혁 강인덕 권은하 김석옥 장연식 정미경 서권순 박종설 박경순 문동근 박영지 김흥수 윤철형 황인조 윤상덕 순동운 임대호 김명희 오세준 김소원 곽진영 김승덕 박인나 이민재 조재윤 임창대                                              |
| 19회 | 11월 17일 | 따뜻한 겨울       | 신선희 | 이은규 | 박순애 최민수 이도련 김정 홍성선 서영애 이상철 정인석 유준석 신진희 |
| 20회 | 11월 24일 | 문 밖에서         | 정성주 | 이진석 | 문성근 양미경 정한용 권은아 심양홍 엄유신 박인환 김명수 서학 남정희 최윤석 김현남 오세준 김소원 김세형 박지수 차광수 |
| 21회 | 12월 1일  | 막차 탄 동기동창  | 유호   | 김승수 | 오현경 김상순 배연정 김기현 나영진 이성용 한석규 오세준 |
| 22회 | 12월 8일  | 망향가            | 김원석 | 소원영 | 이영후 김청 이희도 권재희 박윤배 박경순 김영일 임종국 박영태 전희룡 맹찬재 최종식 김경희 김태진 김춘석 홍상진 |
| 23회 | 12월 15일 | 논개              | 박현주 | 김한영 | 김애경 최주봉 임정하 김석옥 곽진영 김정 김혜옥 이상숙 신복숙 문회원 남영진 김흥수 신국 이은철 김영석 홍승옥 강문희 김명수 황인조 박대윤                                                                                          |
| 24회 | 12월 22일 | 끈                | 정지영 | 김준호 | 임현식 김은주 김영옥 나문희 박영태 장인환 나영진 오현섭 이정은 감우성 채관석 윤상덕 김유철 강미란 |

### 1992년
| 회차 | 방송일    | 작품명                          | 극본   | 연출   | 출연자 |
| ---- | --------- | ------------------------------- | ------ | ------ | --- |
| 25회 | 1월 5일   | 열정시대                        | 이찬규 | 이승렬 | 김민희 심신 박인환 김민정 장연식 윤진영 이의정 류한진 박지수 김소원 권혜원 서학 최상훈 김기현 심양홍 국정환 유식 김흥수 오현섭 김영석 김찬구 문동근 전희룡 백승철 조경래 이정훈 김영욱 김명희 감우성 |
| 26회 | 1월 12일  | 이브의 덫                       | 박귀홍 | 정인   | 이희도 견미리 김석옥 신충식 최은숙 남영진 박영지 박경순 서영애 정한헌 이금복 김홍석 차주옥 김순용 김흥수 장연식 배영옥 곽진영 한석규 김수형 이정은 박인나 서재진 전소희 서승조                       |
| 27회 | 1월 19일  | 남겨진 사람들                   | 이미숙 | 이은규 | 정혜선 이경진 이계인 김소원 김복희 임문수 오승명 이도련 강미 김성현 김재철 이진헌 |
| 28회 | 1월 26일  | 황혼의 블루스                   | 박남주 | 오현창 | 홍성민 정영숙 박규채 정한헌 김해숙 홍순창 오현섭 최선균 김순경 유춘 추석양 장인환 신동욱 유준석 차란선 유창국 이호진 박지혜                                                                          |
| 29회 | 2월 2일   | 원점                            | 이미혜 | 김한영 | 권재희 김용건 박정수 추석양 박예숙 이성용 이명숙 정옥선 최한호 김선동 김석태 박소정 정태우 |
| 30회 | 2월 9일   | 하얀 집의 천사                  | 최순식 | 김준호 | 강인덕 윤미라 문미봉 홍순창 남영진 문용민 박소현 서영애 양희경 이종남 이명희 이궁희 차효림 |
| 31회 | 2월 16일  | 주말부부별곡                    | 조한순 | 장근수 | 송재호 선우용녀 김동주 김복희 박상조 박영태 서권순 김명희 강미 문시경 정대홍 남영진 김순용 이원재 오현섭 순동운 김소원 강문희 감우성 박인선 강태훈                                                   |
| 32회 | 2월 23일  | 빨간 구두                       | 신성희 | 강병문 | 양미경 김동현 김홍석 안병경 정태섭 한영수 서창숙 곽대홍 김옥만 김미영 곽진영 차광수 김경희 이은실 이정                                                                                               |
| 33회 | 3월 1일   | 기찻길 옆 오막살이              | 박정조 | 정인   | 임현식 신신애 남철 남성남 김하림 박상조 홍순창 송경철 박경순 김경애 유퉁 박종설 전희룡 문동근 송영웅 김흥수 이경아 유준석 김현남 배영옥 곽은주 홍상진                                                |
| 34회 | 3월 8일   | 추억수배                        | 최진원 | 이은규 | 조명남 정한헌 신충식 홍여진 양택조 이금복 남포동 이숙 전원주 홍민우 감우성 최수훈 김은수 |
| 35회 | 3월 15일  | 여심                            | 김수경 | 김한영 | 임혁주 정영숙 김복희 김길호 정경희 김영욱 김수일 박예숙 김순용 이창환 신복숙 정호근 김정수 박신영 |
| 36회 | 3월 22일  | 동쪽으로 난 창                  | 최순식 | 김준호 | 견미리 맹상훈 김나운 오승룡 신귀식 한규희 김웅철 서권순 이동신 홍성선 |
| 37회 | 3월 29일  | 풍경                            | 정성주 | 이진석 | 최불암 최진실 이상우 나문희 선우용녀 박혜란 차광수 남포동 정경희 유준석 김현남 최수훈 |
| 38회 | 4월 5일   | 그리운 아버지                   | 이금주 | 장근수 | 이희도 오지연 김무생 박주아 박영태 박영지 윤문식 송경철 정한헌 박경순 이원재 서갑숙 이은철 이인성 이정훈 순동운 최종식 장연식 김선동 박수미 유창국                                                   |
| 39회 | 4월 12일  | 쇼팽의 손                       | 김남   | 강병문 | 나한일 김서라 임문수 박상규 김경숙 박주미 박현심 이도련 최선균 이효신 김민석 신동욱 한석규 김현숙 윤진숙                                                                                             |
| 40회 | 4월 19일  | 할미꽃과 몽당연필               | 최순식 | 김준호 | 김복희 오미희 윤순홍 박종관 장인환 추석양 문미봉 문회원 남윤정 전희룡 이상숙 박종설 허기호 김성훈 차광수 이정은 강문희 이진욱 이진헌                                                                 |
| 41회 | 4월 26일  | 대리인생                        | 이유미 | 이진석 | 강남길 최화정 최상진 손창호 국정환 권은아 양택조 이근 한태일 구장서 양형욱 이상철 이성용 최종식 박철 최명민 정경희                                                                                   |
| 42회 | 5월 10일  | 수렁은 마르지 않는다            | 조한순 | 장근수 | 이효정 한애경 나문희 이희도 박종관 신충식 최은숙 윤문식 김지영 남포동 정한헌 김명희 박예숙 차혜영 서영애 최용팔                                                                                      |
| 43회 | 5월 17일  | 꿈길                            | 김준일 | 김한영 | 김인태 박주아 문용민 권은아 나성균 김흥수 박영귀 김순경 김태진 박지혜 |
| 44회 | 5월 24일  | 따따부따                        | 김남   | 강병문 | 송옥숙 변희봉 정진 김상순 김지영 이운우 이금복 김진구 박용팔 이정은 차광수 |
| 45회 | 5월 31일  | 누군가를 사랑하려는 이유        | 주찬옥 | 황인뢰 | 김혜수 하재영 조민기 신윤정 김인태 김은영 김복희 임문수 추석양 양택조 박영지 이덕림 문미봉 원미원 김진구 홍성선 김성희 정경희 곽진영 김현숙 박인선 김민좌 박소정 정준                                |
| 46회 | 6월 7일   | 달하 달하                       | 박남준 | 김준호 | 오미연 나영진 김명신 신충식 이숙 이기철 박예숙 차혜영 이장훈 이덕림 이주섭 김민좌 김기중 |
| 47회 | 6월 14일  | 이별 연습                       | 고선희 | 박종   | 정성모 이주경 맹상훈 박상조 김순경 강미 이기철 이동신 이재훈 이승현 임대호 곽진영 현규환 이소연 |
| 48회 | 6월 21일  | 따뜻한 이별                     | 이금주 | 이진석 | 문성근 양미경 김현주 유영휘 이정후 강영아 박영지 김주영 구장서 김선동 차광수 서영애 차혜영 |
| 49회 | 6월 28일  | 녹색꿈을 찾아서                 | 이홍구 | 장근수 | 이정길 김찬우 김서주 김동현 심양홍 홍순창 문회원 순동운 사상기 이숙 윤예희 박현심 정한헌 이은철 임대호 정경희 강문희 김경희                                                                          |
| 50회 | 7월 5일   | 세월의 더께                     | 조한순 | 강병문 | 김용선 김지영 정선일 이상철 박예숙 김용승 박광영 이정아 윤선희 차광수 오세준 한석규 정경희 김경희 이수연                                                                                             |
| 51회 | 7월 12일  | 그리운 타국                     | 신선희 | 정운현 | 윤순홍 정진 박순천 정한헌 신신애 임현식 홍순창 박윤배 김갑수 문용철 이도련 추석양 최한호 순동운 이은철 최종식 김찬구 전희룡 박태호 김홍석 김진구 송영웅 유준석 황의권                                |
| 52회 | 7월 19일  | 내 노래에 날개가 있다면         | 정지우 | 김준호 | 정한용 권재희 신귀식 심양홍 박영태 홍순창 홍성선 박병훈 이성룡 고영준 송일권 이장훈 곽진영 박혜녕 박영화 변영란 김상원 이한도 이진아 맹혜리 최정                                                     |
| 53회 | 7월 26일  | 야간탈옥                        | 이환경 | 소원영 | 김영일 이정길 변희봉 김상순 장항선 이계인 이해룡 조춘 오현섭 정태섭 김종구 이재훈 김인수 김영석 홍은성 박동현 백경훈                                                                                 |
| 54회 | 8월 9일   | 남자만 넷                       | 김혜린 | 이진석 | 전운 송기윤 이한수 오연수 선우용녀 최은숙 오승명 이성 김동주 윤철형 류정화 유준석 이명희 정경희 차광수 윤선희 정은수 김유정 김태진                                                                   |
| 55회 | 8월 23일  | 닭쌈                            | 한칠성 | 장근수 | 김세준 박현숙 차주옥 김상순 윤철형 김환교 김성훈 박윤배 김명희 서권순 김경란 김인수 정한헌 최종식 |
| 56회 | 8월 30일  | 이차도 복순전                   | 이미숙 | 강병문 | 곽진영 정호근 이원재 정혜승 강미 박종설 박용팔 문용민 박광영 강보영 차광수 황의권 손정욱 박진호 김성태 서효승 윤석 김영환 박영화 김윤정 이효진 이소연 허진                                           |
| 57회 | 9월 6일   | 빨간 아오자이                   | 김혜린 | 정운현 | 신윤정 송재호 하유미 김용림 김을동 윤철형 신복숙 한규희 송영웅 전희룡 김영배 이은철 김영석 이상철 이진아 최윤화 임가람 박소정 주슬기 염하늬                                                          |
| 58회 | 9월 13일  | 자화상                          | 박남준 | 김준호 | 김호영 남능미 박영지 김석옥 강문희 김성훈 이금복 남영진 문회원 김상순 이병희 박예숙 문예지 김용승 김순경 박태호 최한호                                                                               |
| 59회 | 9월 20일  | 일요일의 불청객                 | 이근삼 | 정문수 | 정대홍 김병기 곽진영 김혜옥 이희도 이신재 심양홍 박종관 정태섭 허수경 백경훈 황우연 김경애 김영석 이소연                                                                                             |
| 60회 | 9월 27일  | 속도위반                        | 김남   | 최명규 | 김세준 김혜리 김상순 국정환 심양홍 정명환 맹상훈 김영일 박태호 안형일 정우창 |
| 61회 | 10월 4일  | 변신                            | 한칠성 | 강병문 | 권재희 김은정 나한일 윤순홍 이금복 박광영 박용팔 안승미 안현정 이소연 고경혜 이진헌 정태우 오승희 홍상진                                                                                             |
| 62회 | 10월 11일 | 환각의 계절                     | 임경택 | 권이상 | 김소이 김응석 이계인 김명수 김정수 정태섭 유판웅 김경애 박희우 남정희 문예지 이상미 김현숙 윤선희 안승미 이승우 김남직                                                                               |
| 63회 | 10월 18일 | 산바람                          | 김준일 | 정세호 | 박인환 이영후 김동년 양희경 박건식 김명희 이숙 정태섭 김경애 심우창 강미 이창환 정한헌 강문희 |
| 64회 | 10월 25일 | 안개의 살                       | 강춘태 | 소원영 | 전무송 김성령 박지수 유종근 이설산 김민수 문예지 김수영 |
| 65회 | 11월 1일  | 동상이몽                        | 윤묘희 | 강병문 | 최선자 김지영 박영태 문회원 권재희 이창환 김일란 오미희 이종남 이경순 최재호 안승미 박정민 박선영 하중훈 김유철 김윤 윤석록                                                                          |
| 66회 | 11월 8일  | 칡소클럽                        | 이유미 | 권이상 | 유식 문용민 윤순홍 이은철 이원재 정호근 임대호 신충식 김소이 정태섭 나영진 이금복 이상미 신귀식 신국 남정희 김순용 김찬구 배영옥 최수종 최진실 최병서                                                |
| 67회 | 11월 15일 | 거북이의 꿈                     | 강제규 | 최창욱 | 심혜진 이희도 이낙훈 심양홍 김호영 박종관 박영태 정태섭 김복희 정한헌 심우창 윤순홍 이숙 박종설 김두삼 배창식 오현섭 유준석 김인수 배인혜 차란선 오주이                                              |
| 68회 | 11월 22일 | 새엄마                          | 이금주 | 장근수 | 김용선 신윤정 정운용 김지영 이효정 정한헌 신국 배창식 박태호 이명희 순동운 장연식 강문희 이정후 임가람 박하늬 박상연                                                                                 |
| 69회 | 11월 29일 | 신혼 이야기                     | 강철수 | 신호균 | 안정훈 이상아 이계인 김보미 윤철형 이경아 임현식 박경순 정명환 유준석 김진환 윤선희 표은정 안승미 정상배 정지연 주선웅                                                                               |
| 70회 | 12월 6일  | 길찾기                          | 이정혜 | 장용우 | 이영범 노영국 이휘향 임현식 오현섭 임경옥 나문희 박병훈 박형준 유준석 강민아 박정민 정상철 이정훈 이지산 최재형 문동근 김정국                                                                        |
| 71회 | 12월 13일 | 금연주식회사                    | 정지우 | 조중현 | 연규진 양미경 문영수 나영진 신귀식 오승명 이도련 장순천 송영웅 김민수 순동운 임대호 강문희 조춘 최재호 장효선 최유미 김일중 서장석 김현숙 조현숙                                                     |
| 72회 | 12월 20일 | 사랑, 결혼 그리고 어느날 갑자기 | 김수정 | 김준호 | 김성령 이희도 이효정 김해숙 신충식 김석옥 박영지 박소현 김순용 김흥수 유준석 이승민 박주미 이재진 김민좌                                                                                             |
| 73회 | 12월 27일 | 위험한 허니문                   | 유우재 | 이재갑 | 윤철형 김은정 홍순창 차윤회 최선균 김기진 나영진 심우창 김웅철 박태호 전인택 전희룡 이상숙 김용승 윤동환                                                                                             |

### 1993년
| 회차  | 방송일    | 작품명                      | 극본                | 연출                 | 출연자 |
| ----- | --------- | --------------------------- | ------------------- | -------------------- | --- |
| 74회  | 1월 3일   | 형제                        | 윤묘희              | 권이상               | 임유진 황우연 정성모 이대로 김지영 여운계 윤순홍 고용화 김혜옥 김경애 김순경 김형중 김호웅 김웅철 이경호 이정은 |
| 75회  | 1월 10일  | 우린 이렇게 10년 살았어요   | 박순영              | 김사현               | 김명수 박은영 이재룡 문회원 박경순 유준석 이명희 차광수 조현숙 고용화 유영재 배인혜 이연경 오승희 최지현 |
| 76회  | 1월 17일  | 부자자효                    | 박남준              | 장근수               | 장민호 변희봉 정영숙 박용수 이미영 홍순창 신충식 장인환 신귀식 정한헌 박영태 홍성애 순동운 김성훈 김경애 배인혜 최벽하 김가람                                                                                        |
| 77회  | 1월 31일  | 가장행렬                    | 심영식              | 오현창               | 박인환 윤동환 김진만 윤철형 박병훈 김동주 강계식 문미봉 정진 임문수 엄유신 최은숙 박영태 이계인 유판웅 정한헌 김순경 강미 김경애 문예지 이재식 김민희 이승우 표은정 국정희 송상은 박진호 김호웅 전보영 이진영 정혜진 |
| 78회  | 2월 12일  | 무거운 가방                 | 이유미              | 권이상               | 이정훈 임경옥 이원재 김정수 구장서 안승미 장순천 신충식 문예지 조현숙 유명순 김학성 고용화 김순용 정대홍 |
| 79회  | 2월 19일  | 지난 겨울 우리는            | 박순영              | 김사현               | 도지원 감우성 권성덕 정영숙 한상미 박성미 차광수 강문희 김현숙 김민수 양동재 김세형 최재형 표은정 이승우 고창현 김현미                                                                                               |
| 80회  | 3월 5일   | 결혼특강                    | 이명화              | 심현우 최용호        | 이미연 김세준 오현경 김영옥 백윤식 권오현 한경선 여창호 백종선 김수겸 김완섭 |
| 81회  | 3월 12일  | 모범사육                    | 박성조              | 정인                 | 문혁 오미연 이영후 연운경 나성균 김흥수 김현수 이동엽 하동훈 |
| 82회  | 3월 19일  | 사과 하나 별 둘             | 김운경              | 정운현               | 주현 강태기 박경순 정진 최낙천 김지영 조형기 이희도 이경아 김영옥 김영배 이재훈 한태일 최동준 김경란 고용화 이대원                                                                                                   |
| 83회  | 3월 26일  | 아파트를 위하여             | 이해수              | 장근수               | 강남길 견미리 임현식 김형자 서권순 윤문식 박종관 정한헌 김홍석 정혜승 차윤회 김명희 강미 순동운 강문희 신승규 박하나 안소림 김연경 김진이                                                                            |
| 84회  | 4월 2일   | 사랑해요, 아빠              | 박정화              | 이진석               | 맹상훈 박성미 박소정 서권순 박경순 한태일 김홍석 구장서 이근희 서영애 정명환 이상철 유준석 차광수 박정은 임은진 |
| 85회  | 4월 16일  | 낮은 사랑의 이야기          | 이유미              | 오현창               | 박순애 남경주 김진만 송나영 홍순창 최은숙 문회원 유판웅 정대홍 김순경 박예숙 장인환 김홍석 김경애 문예지 김용승 최종식 김대환                                                                                        |
| 86회  | 4월 23일  | 필론의 돼지                 | 박성조              | 정인                 | 이희도 정한헌 홍성민 나성균 유판웅 박경순 박건식 조형기 김기현 김주영 정동남 김두삼 장칠군 이승현 임문수 문동근 김흥수 최재호 김성훈 최수훈                                                                          |
| 87회  | 4월 30일  | 용문동 대형                 | 정지우              | 조중현               | 나한일 양희경 이미지 오지연 홍순창 김웅철 전인택 김순용 정태섭 고광우 김인수 양형욱 윤예희 김민수 유식 김영배 순동운 조성숙 장효선 노정임 정재환 최정 박찬 박창민 임두혁                                             |
| 88회  | 5월 7일   | 봄 봄                       | 김혜린(김유정 원작) | 정운현               | 조형기 김진해 송나영 전원주 최낙천 정한헌 문동근 서갑숙 한태일 박종설 김순경 김민경 정미경 오현석 최범호 고용화 장영인                                                                                               |
| 89회  | 5월 14일  | 미사                        | 이경행              | 장근수               | 음정희 홍일권 정영숙 심양홍 서권순 김환교 정한헌 정우창 정옥선 구장서 순동운 백승철 정두홍 김동욱 정경희 도유정 고창현 문혜지                                                                                        |
| 90회  | 5월 21일  | 재미없는 사랑 재미있는 영화 | 최완규              | 최명규               | 도지원 김명수 조형기 견미리 정호근 문회원 박철 김현숙 정경희 최범호 |
| 91회  | 6월 4일   | 환상속으로의 여행           | 김태관              | 이재갑               | 박순애 최민식 이동신 변희봉 한인수 윤순홍 김기일 최은숙 박영태 문시경 박경순 나영진 전희룡 김민석 최백열 정여진 |
| 92회  | 6월 11일  | 동행                        | 옥정미              | 오현창               | 윤여정 사미자 김상순 김혜영 변희봉 임영규 정명환 이상미 김복희 문창근 김민정 배인혜 박선영 이소영 |
| 93회  | 6월 18일  | 가시목걸이                  | 이란                | 정운현               | 양미경 김민희 이성용 박규채 김호영 신신애 박영태 최은숙 홍민우 정대홍 김찬구 박경순 김두삼 구장서 김경애 김성훈 김동욱 장연식 고용화 배인혜 서장석 박성희 우영                                                       |
| 94회  | 6월 25일  | 쥐색바지를 입은 남자        | 이종욱              | 최윤석               | 강남길 김동수 문회원 장순천 심양홍 박경순 김주영 조형기 박성미 서권순 강미 김순용 박용팔 김경애 조성숙 한태일 정명환 이상철 최백열 김한수 최범호 유영재 표은정 배인혜 김학기 전소희 박상연                           |
| 95회  | 7월 2일   | 그림자 게임                 | 김인숙              | 최명규               | 곽진영 강인덕 전운 송경철 박병훈 박영태 김두삼 홍성선 이은철 양형욱 문예지 서정민 |
| 96회  | 7월 9일   | 어느 흐린날의 사랑          | 박순영              | 장두익               | 박순애 이정훈 이계인 김웅철 김명희 김순경 정대홍 최선균 김정 김정환 김보라 이정민 |
| 97회  | 7월 16일  | 반함의 구슬                 | 김태관              | 이재갑               | 박은수 김용선 홍보경 박영태 변희봉 나영진 홍성선 오현섭 문시경 신국 김영석 김흥수 나경훈 조성한 임민현 |
| 98회  | 7월 23일  | 여성시대                    | 김진숙              | 오현창               | 윤여정 전미선 박혜란 김동년 심양홍 손창호 감우성 오승룡 사미자 견미리 이명희 이은실 정경희 김현숙 표은정 배인혜 박정민 고용화 박정규                                                                                 |
| 99회  | 7월 30일  | 그 집앞                     | 박남준              | 김사현               | 견미리 김인문 정승호 김현숙 이경아 차광수 김정수 윤성구 김경재 양두이 |
| 100회 | 8월 6일   | 저녁식탁                    | 이금주              | 장근수               | 김민정 김용건 김현숙 김상순 서권순 박영태 김호영 강인덕 최상훈 홍순창 정태섭 정한헌 홍성선 최한호 순동운 김현남 배인혜 안용남 이선미 천영덕                                                                          |
| 101회 | 8월 20일  | 순달씨와 병구씨와 옥주양    | 이종욱              | 이진석               | 김영옥 임현식 오미연 조형기 견미리 변희봉 나문희 김성겸 남정희 박경순 김경란 김찬구 김영배 김민경 백승철 양동재 오세준 최범호 고용화 서정석 김은정 홍상진 홍선용                                                     |
| 102회 | 8월 27일  | 유년의 삽화                 | 홍기선              | 신호균               | 엄정화 감우성 오태경 문혁 임창대 김만수 김종구 심양홍 임문수 김정하 이숙 김순경 서권순 김경란 문예지 김애라 황성탁 최백렬 차소영                                                                                     |
| 103회 | 9월 3일   | 추억                        | 김길화              | 최윤석               | 정동환 이혜진 서갑숙 박성미 문회원 박경순 김홍석 이경호 오현섭 구장서 윤예희 김한수 강문희 이승우 표은정 김선명 박성홍                                                                                               |
| 104회 | 9월 10일  | 아내의 친구                 | 김가영              | 소원영               | 김자옥 김동주 남성훈 김상순 차광수 원종례 김명희 안승미 현지 김한나 변혜영 |
| 105회 | 9월 17일  | 검은 장마                   | 김태관              | 최명규               | 이원용 김동년 서갑숙 김주영 이동신 전국근 최재호 양동재 최범호 이시은 김현석 김나우 손보영 김종구 이인혜 황성탁 |
| 106회 | 9월 24일  | 황색 신호등                 | 장정선              | 강병문               | 이도련 강인덕 윤미라 이금복 오승명 박종관 홍민우 신국 한태일 박종설 오세장 김찬구 사상기 전유진 이시은 장송미 손민우 조병기 김현석 황인성 김규민 나희정                                                              |
| 107회 | 10월 8일  | 저울과 칼                   | 김태관              | 이재갑               | 임정하 이상숙 전운 최병학 박상조 김기일 박영태 장인환 문미봉 홍순창 차윤회 김웅철 김수연 김정하 김희진 김민태 황인성 최정미 김창환                                                                                   |
| 108회 | 10월 15일 | 거름꽃                      | 김진숙              | 오현창               | 반효정 고두심 김성년 김상순 이일웅 사미자 정한헌 정성모 김용승 이상미 김현숙 손보영 김정우 |
| 109회 | 10월 22일 | 세상에서 제일 슬픈 사랑     | 박순영              | 김사현               | 차광수 이상아 김미현 한상미 최범호 이승우 조민기 최종환 김현석 김경아 최정미 남궁연 |
| 110회 | 10월 29일 | 제레미                      | 이금주              | 장근수               | 이창훈 감우성 김현미 김상순 임문수 강인덕 신복숙 김주영 정한헌 이명희 최재형 최범호 이광기 황인성 박홍민 이유정 박상연 박준호 임다빈                                                                                 |
| 111회 | 11월 5일  | 카사블랑카에서              | 김가영              | 소원영               | 김자옥 한인수 임정하 노경주 박영태 서권순 이경호 김명희 강미 서영애 김은영 원종례 어수경 임희숙 신관웅 |
| 112회 | 11월 12일 | 금지된 밀월                 | 최완규              | 최명규               | 박순애 김혜옥 김진해 전인택 김병기 김주영 김영일 이정훈 박종설 김나우 |
| 113회 | 11월 19일 | 나무는 눕지 않는다          | 이종욱              | 최윤석               | 이휘향 김길호 연운경 정성모 김옥만 최은숙 박경순 김순경 문용민 최범호 곽진영 |
| 114회 | 11월 26일 | 사랑하는 나의 연사들        | 장정선              | 강병문               | 천영덕 임현식 김태진 김경재 윤동원 박찬 김한나 김기주 이인혜 김진이 강영한 이민호 이건호 강현승 김준오 함현미 홍순창 김정하 김명희 박종설 강보영 손민우                                                              |
| 115회 | 12월 10일 | 서울 이야기 1, 2            | 문경심 주찬옥       | 박종 최창욱 황인뢰   | 맹상훈 이영범 전미선 김명희 문시경 박종설 조병기 김나우 백경렬 김홍석 견미리 윤예희 최은숙 심혜진 히재영 남나경 김미소                                                                                               |
| 116회 | 12월 17일 | 서울 이야기 1, 2            | 이병관              | 정세호 장용우 황인뢰 | 문미봉 이정길 윤여정 남영진 이상숙 임예진 정한헌 홍학표 김세준 주현 조형기 정수영 박종관 홍성민 국정환 이재훈 주원성 양창완 채민석 길경숙 이주연 강미혜 김윤정 김지민 정재순 박영태                                  |
| 117회 | 12월 24일 | 가면의 꿈                   | 최순식              | 최용원               | 남성훈 윤예희 한석규 장인환 한태일 정태섭 김경애 강인덕 정한헌 허윤정 백승철 배인혜 최범호 최종환 남나경 장송미 홍보경 홍상진                                                                                        |

### 1994년
| 회차  | 방송일    | 작품명                           | 극본   | 연출          | 출연자 |
| ----- | --------- | -------------------------------- | ------ | ------------- | --- |
| 118회 | 1월 7일   | 두 여자                          | 김경자 | 김사현        | 정혜선 조현숙 김미현 이재룡 차광수 사미자 박예숙 한상미 문예지 최종환 김호웅 조병기 김현석                                                                            |
| 119회 | 1월 14일  | 달빛아래 사랑                    | 신선희 | 정운현        | 정성모 곽진영 장항선 정명환 정은수 김영옥 김지영 박영지 김웅철 임대호 이상철 강미 송영웅 김주영 이재훈                                                                |
| 120회 | 1월 21일  | 준치와 순자                      | 김태관 | 최명규        | 조형기 최화정 신귀식 김영일 정명환 이계인 박용팔 박종설 최재호 최재형 최범호 손민우 조민기 이대원                                                                     |
| 121회 | 1월 28일  | 사람의 껍질                      | 박남준 | 강병문        | 김용선 한인수 조형기 |
| 122회 | 2월 4일   | 완벽한 남자를 만나는 일에 관하여 | 정유경 | 최용원        | 채시라 조재현 곽진영 정은수 김형일 박정수 조형기 서갑숙 남정희 홍계일 조병기 김경아 이인혜 우동현 박인나                                                              |
| 123회 | 2월 11일  | 나이 오십에 무엇을 두려워 하랴   | 이종옥 | 김남원        | 박인환 임현식 현석 여운계 선우용녀 오승명 맹상훈 조형기 박성미 이도련 박철 차광수 김동수 이형진 장복길 최정미 김현석                                                  |
| 124회 | 2월 18일  | 붉은 나무들의 숲                 | 김난희 | 김사현        | 오미연 윤선빈 견미리 현석 박병훈 황성탁 김란희 김미희 박상연 김석옥 박태호 차인표 김현석 손민우 안재홍                                                                |
| 125회 | 2월 25일  | 사막에서 사는 법                 | 이찬규 | 정운현        | 김복희 선우용녀 강태기 김주영 권재희 맹상훈 김나운 강미 최범호 진윤정 김지만 배승훈                                                                                   |
| 126회 | 3월 4일   | 오지리에 두고 온 서른살          | 이금주 | 이대영        | 남주희 최수지 반효정 임종국 한영수 윤동환 박종관 연운경 김동욱 김응석 이장훈 김경란 조성숙 고용화                                                                     |
| 127회 | 3월 11일  | 신혼공습경보                     | 이명화 | 심현우 김용수 | 사미자 김세준 김상국 정진 나영진 김미현 손영춘 서모란 장영주 홍원표 김태훈 김세훈 양승병 이찬희 남상호 장철만 백옥자                                                  |
| 128회 | 3월 18일  | 길거리표 부처님                  | 서희정 | 최명규        | 조형기 김영옥 홍순창 김주영 이숙 유퉁 박용팔 최수훈 최재형 고용화 차인표 김은하 이대원 이재용                                                                         |
| 129회 | 3월 25일  | 하얀여로                         | 성위환 | 이승렬        | 차인표 김현미 감우성 정혜선 신충식 김지영 박상조 박종관 전국근 서영애 이성복 김동수 Mike Bellanger Julie Harvey                                                       |
| 130회 | 4월 1일   | 돈벼락                           | 김선정 | 최용원        | 전무송 박혜숙 문회원 강성욱 한영숙 김영일 박소현 김경애 김흥수 이은철 임대호 남나경 장송미 황성탁                                                                     |
| 131회 | 4월 8일   | 마지막 전쟁                      | 박예랑 | 김남원        | 강남길 최화정 진희 김지훈 차윤회 정채섭 김찬구 조성숙 김승현 김동수 최범호 조민기 차인표 최정미                                                                       |
| 132회 | 4월 15일  | 아주 오래된 연인들               | 문경심 | 박종          | 이창훈 김미현 맹상훈 김응석 김나운 유준석 김경아 |
| 133회 | 4월 29일  | 비탈길 저 끝방                   | 김혜린 | 정세호        | 이영범 김상중 윤여정 김영옥 김정하 박상조 박용식 국정환 차윤회 김주영 이상철 박희정 배영옥 이혜은 윤동원                                                              |
| 134회 | 5월 6일   | 아름다운 얼굴                    | 김혜린 | 정세호        | 나한일 김은영 홍경인 이상숙 박상조 오승명 김기현 정태섭 정동남 차재홍 구장서 남윤정 김소이 김경아 최영진 김현석 손보경 황동섭 허장근 나희정 김호 김지만 김정현 이상복 |
| 135회 | 5월 13일  | 그녀의 동거                      | 김정자 | 김사현        | 이경심 최종환 오미연 신충식 박병훈 강문희 이경아 김현석 김나우 남나경                                                                                                 |
| 136회 | 5월 20일  | 나비처럼 날아라                  | 서희정 | 최명규        | 김흥국 조형기 변희봉 장인환 김영일 이병철 양정아 박용팔 이승현 조영필 이연경                                                                                          |
| 137회 | 5월 27일  | 사랑의 인사                      | 정유경 | 안판석        | 이상우 박소현 김성훈 김형자 양희경 양택조 황일청 문회원 문용철 최유라 이상철 김주희 김호웅 조성규 유현지                                                              |
| 138회 | 6월 3일   | 작은 도둑                        | 박예랑 | 김남원        | 심은하 이종원 정현옥 황인정 차윤회 박정수 최주봉 정한헌 이형진 순동운 최재형 고용화 김현미 조민기 김나우 홍경아 김다영 박하늬                                         |
| 139회 | 6월 10일  | 우렁이 색시                      | 김선정 | 최용원        | 장서희 김세준 이동신 심양홍 이상숙 양금석 김경애 순동운 유준석 이상철 김진구 장송미 이창현 김영배 주현우                                                              |
| 140회 | 6월 17일  | 그들만의 방                      | 박종은 | 최이섭        | 양정아 한석규 김나운 조민기 김길호 신귀식 최은숙 서갑숙 오정석 |
| 141회 | 6월 24일  | 주례 있습니까                    | 김봉진 | 심현우 김용수 | 박규채 김인문 정명환 장서희 변희봉 여운계 윤순홍 이경아 방은희 서모란 이성용 김완섭 김병조                                                                            |
| 142회 | 7월 8일   | 우리들의 날개                    | 김태관 | 이주환        | 양미경 나한일 주한울 김창환 선우용녀 정한헌 남정희 윤광희 심우창 김승현 류정화 최범호 배문정 안민영 박정욱 차미정                                                     |
| 143회 | 7월 15일  | 10년을 지나온 바람               | 윤소영 | 김사현        | 이상아 안승훈 김미현 강문희 이성용 박영지 정승현 최종환 조민기 김선동 오정석 배인혜 이은주                                                                            |
| 144회 | 7월 22일  | 쓰다만 주례사                    | 서희정 | 최명규        | 김상순 맹상훈 김현정 신국 김을동 강인덕 박경순 정명환 이숙 최범호 최재형 송경희                                                                                       |
| 145회 | 7월 29일  | 이웃집 여자                      | 이금주 | 이대영        | 양미경 현석 김승환 노경주 김복희 문미봉 김각종 이금복 조성숙 조민기 강미정 공소애 문유선 이나미 이나리 서미림                                                         |
| 146회 | 8월 12일  | 이종범 아저씨께                  | 정유경 | 안판석        | 김정우 안승훈 변희봉 이주경 김홍석 김은수 양희경 서갑숙 구장서 이정후 고승유 박찬                                                                                     |
| 147회 | 8월 19일  | 황혼이 아름다운 이유             | 김준섭 | 최용원        | 박정수 심양홍 연운경 이주실 전무송 임문수 현석 이계인 정태섭 오승명 문예지 김영석 이상철 오정석 김가은                                                                |
| 148회 | 8월 26일  | 적과 친구, 48시간                | 양진성 | 정운현        | 안병경 이계인 김혜수 서갑숙 정진 이희도 최선균 이원용 박영지 김지영 사상기 심우창 이숙 최재형 고용화                                                                  |
| 149회 | 9월 2일   | 서랍 속의 여자                   | 기승태 | 최이섭        | 허윤정 이주경 선우재덕 김홍석 이상미 윤아 고용화 이병준 최경아 이종윤                                                                                                 |
| 150회 | 9월 9일   | 아버지의 자리                    | 하명희 | 이주환        | 전운 김혜리 신명철 안해숙 윤순홍 이금복 정한헌 이상숙 박태호 류정화 김정수 장연식 임유진 이은주 김호웅 임두혁 홍상진 김준홍 최우혁                                    |
| 151회 | 9월 16일  | 전람회에의 초대                  | 김금순 | 최명규        | 뱍영규 김원희 홍성민 최재호 이숙 김순경 손민우 김지영 |
| 152회 | 9월 23일  | 추락하는 남자                    | 이종욱 | 권이상        | 김규철 임경옥 이상숙 김순용 박광정 유준석 윤순홍 남영진 정태섭 김용승 신복숙 김재현 김태희                                                                            |
| 153회 | 9월 30일  | 그 날의 분위기                   | 조명주 | 강병문        | 김창숙 신윤정 전무송 김응석 최종환 하미혜 윤익희 원지선 김현석 박희정 강수영 최범호 최정미 고용화 유영재 이은주                                                       |
| 154회 | 10월 7일  | 인간에 대한 예의                 | 김금순 | 이대영        | 이아로 조재현 최성준 최선자 권병길 나성균 김명희 정한헌 김인수 김성훈 신동욱 이정은 최재형 노정임 안재욱 오지연                                                       |
| 155회 | 10월 14일 | 녹천에는 그가 산다               | 김준섭 | 안판석        | 이희도 견미리 이창훈 양희경 박영태 신충식 박영지 조형기 강미 문용철 이영자 김호웅 김미영 최영재 이현경 이은영 김정우 노희지 이범준                                    |
| 156회 | 10월 21일 | 신혼여행 출장중                  | 조한순 | 장근수        | 김형일 윤철형 신윤정 유퉁 오현섭 김예령 김수현 박영태 박영지 정태섭 손종영 윤용현 유태웅 조소은 김윤정 이주미 최범호 최영재 조원장 손꽃잎                             |
| 157회 | 10월 28일 | 가위 바위 보                     | 이금주 | 최용원        | 김현주 연규진 남윤정 최란 김지영 박영태 이상숙 이경아 장덕수 이인혜 김가은 심솔 홍미라                                                                                |
| 158회 | 11월 4일  | 천국에서 지옥까지                | 박종은 | 최이섭        | 박순천 송영창 이호재 최명수 문미봉 국정환 양희경 차윤회 한창호 정복임 강민아 김한수 홍림석                                                                            |
| 159회 | 11월 11일 | 명궁                             | 김태관 | 이주환        | 차광수 양동재 이동신 이은영 신충식 박영태 전인택 임정하 김수일 오현섭 임대호 이영자 최재형 김승현                                                                     |
| 160회 | 11월 18일 | 내겐 너무 무식한 당신            | 박예랑 | 김남원        | 송채환 안승훈 김형일 백윤식 차윤회 박경순 전희룡 안승미 최영재 김수현 임현주 김윤정 오지연                                                                            |
| 161회 | 11월 25일 | 가장 슬픈 자세                   | 하명희 | 권이상        | 신윤정 김응석 김은영 권혜원 윤용현 신충식 문예지 오지연 김수현 |
| 162회 | 12월 9일  | 엄마는 그 남자를 사랑했을까      | 조명주 | 안판석        | 권재희 이재룡 박소정 최선미 김홍석 양희경 강미 이영자 이현경 장덕수 전소희                                                                                            |
| 163회 | 12월 16일 | 조개탕 끓이는 남자               | 김태관 | 최창욱        | 김용건 최병학 권기선 김윤정 심양홍 양택조 박경순 심우창 이동주 정한헌                                                                                                 |

### 1995년
| 회차  | 방송일    | 작품명                                   | 극본   | 연출   | 출연자 |
| ----- | --------- | ---------------------------------------- | ------ | ------ | --- |
| 164회 | 1월 6일   | 新 자린고비전                            | 이금주 | 최용원 | 주용만 임경옥 전운 심양홍 오승명 정대홍 정태섭 강미 이한수 순동운 문예지 유준석 백승철 오지연 윤용현 이현경                                             |
| 165회 | 1월 13일  | 제트기류                                 | 이종옥 | 이대영 | 맹상훈 정명환 김지영 최주봉 서권순 박종설 서영애 김경애 이영자 최범호 맹찬재 이은영 최미향 윤용현 김윤정                                                |
| 166회 | 1월 20일  | 신데렐라는 더 이상 여기에 살지 않는다    | 임채준 | 최이섭 | 지수원 송영창 이광수 손현주 원준 김승현 김주희 |
| 167회 | 1월 27일  | 후천성 믿음 결핍증                       | 김영찬 | 이창섭 | 이영범 양정아 추영미 양동재 양택조 정대홍 정혜승 박광정 오지연 이정규 윤용현 이유신 손종영 이민영                                                       |
| 168회 | 2월 10일  | 통큰 남자 간큰 남자                      | 권인찬 | 김준호 | 문용민 이동신 이경호 홍순창 홍순영 윤순홍 이은철 나영진 이선미 김순용 김정 한태일 문예지 여운국 최범호 김명현 이주미 김세민 김경재                      |
| 169회 | 2월 17일  | 유혹                                     | 박예랑 | 김남원 | 송영창 이유신 견미리 박경순 이형진 차광수 유준석 김인수 송경희 장연식 조민기 최재형 김세민 김지연 강진혁                                                |
| 170회 | 2월 24일  | 엇박자 듀엣                              | 이형도 | 권이상 | 양정아 오세준 이계인 정태섭 윤순홍 이정훈 임유진 김정수 유준석 최범호 안승미 김재현 문예지 김경숙 최영재 이은영                                         |
| 171회 | 3월 3일   | 좁은 문                                  | 김태관 | 최창욱 | 구봉서 남능미 길용우 박성미 김호영 김정하 최병학 심양홍 양택조 이숙 박경순 정한헌 이기철 오현섭 임대호 유준석 이정규 이현경 고보경 이정                 |
| 172회 | 3월 10일  | 우리들의 얼굴                            | 이금주 | 최용원 | 김서라 길용우 나문희 최란 송경희 정은수 조현숙 김경애 문예지 최범호 김수현 이민영 임유진 윤용현 손민우 윤동원                                           |
| 173회 | 3월 17일  | 자유선언                                 | 하명희 | 이대영 | 박선영 우희진 유태웅 신귀식 최주봉 김형자 김은영 강미 홍승옥 김나운 박병훈 이상철 이정규 김세형 이현경 최재형 윤용현 손종영 이나리                      |
| 174회 | 3월 24일  | 아내의 비밀                              | 박종은 | 최이섭 | 홍유진 남성훈 정동환 김재현 조민기 김세민 윤미숙 이윤호 박정수 홍은철                                                                                   |
| 175회 | 3월 31일  | 스스로 신화가 된 여자                    | 유갑렬 | 최이섭 | 금보라 김동현 전운 양택조 국정환 박상조 맹상훈 윤철형 김찬구 조민기 김명현 최영재 권혜원 전선영 방옥경 최현주 윤용현 커프만 잭                          |
| 176회 | 4월 7일   | 무지개 위의 삼중주                       | 여혜영 | 최창욱 | 송재호 안연홍 이정규 박상조 윤예희 양택조 박용팔 이숙 정한헌 김용선 오현섭 박희정 이현경 이화정 전영민 박동현 김정학 심솔                               |
| 177회 | 4월 14일  | 마누라 지갑털기                          | 심응찬 | 오현창 | 정한용 김혜영 김영배 차윤회 홍성선 김영석 이장훈 이상미 최범호 최영재 이현경 최선미 박하늬 김찬희                                                       |
| 178회 | 4월 21일  | 아델라이데                               | 이금주 | 최용원 | 성현아 송재호 최영재 이주미 김정하 김민정 김세형 유준석 최재형 오지연 김호웅                                                                            |
| 179회 | 4월 28일  | 제부도                                   | 하명희 | 이대영 | 이아로 박찬환 이유신 서학 정복임 이운우 신복숙 송영웅 이명희 서영석 조민기 양동재 최선미 김정학 김지연                                                  |
| 180회 | 5월 5일   | 크레파스와 담배                          | 김지숙 | 김사현 | 현석 홍진희 김영옥 박주아 최주봉 박루시아 이정후 이나리 김보경                                                                                          |
| 181회 | 5월 19일  | 봄을 탄다                                | 하명희 | 이창섭 | 허윤정 문수진 이정규 정한헌 |
| 182회 | 6월 2일   | 사랑이 흔들릴때                          | 정성주 | 이창순 | 황신혜 이효정 맹상훈 전운 조민기 김경숙 김상아 이주미 방옥경 서지희                                                                                     |
| 183회 | 6월 9일   | 달수의 재판                              | 김선영 | 오현창 | 강남길 임예진 변희봉 김동주 김애경 현석 이계인 홍순창 김주영 차윤회 최선균 문용민 오정석 최범호 진명선 김세민 최한권 박정신 방수환                      |
| 184회 | 6월 16일  | 묻어버린 세월                            | 이종욱 | 최용원 | 박찬환 견미리 김소원 노영국 서학 남윤정 홍순창 박영지 양동재 박용팔 서상철 강수영 김승현 이종현 이정                                                    |
| 185회 | 6월 23일  | 그 아버지에 그 아들                      | 박종은 | 최이섭 | 박상조 홍정민 이재석 이금복 송경철 조용태 손민우 최지우                                                                                                 |
| 186회 | 6월 30일  | 길 위의 여자                             | 이란   | 김준호 | 오미연 김교순 이현경 양희경 전인택 정태섭 김영석 이기철 문미봉 박예숙 문예지 안용남 이종수 한성진                                                       |
| 187회 | 7월 7일   | 비련                                     | 정성주 | 이창순 | 이기영 이정희 차광수 |
| 188회 | 7월 14일  | 섹스 모자이크에 관한 보고서              | 김선영 | 오현창 | 정한용 배종옥 김창완 김동주 변희봉 현석 양희경 홍은철 오형철 김민우                                                                                     |
| 189회 | 7월 21일  | 건맨                                     | 송민호 | 김사현 | 최종환 차광수 이현경 김인태 박영태 전현 김은수 박경순 최선균 박종설 김은영 오정석 김세민 최영재 오지연 최현주                                           |
| 190회 | 7월 28일  | 스물여섯 쉰둘                            | 한혜규 | 박성수 | 김창숙 이상아 명로진 한영숙 심양홍 김애경 김진웅 이도련 김나우                                                                                          |
| 191회 | 8월 11일  | 특별한 유혹                              | 오계진 | 최이섭 | 김진아 김성일 김나운 송영창 |
| 192회 | 8월 18일  | 노란 나비 노란 꽃에                      | 김오민 | 김준호 | 홍리나 윤철형 사미자 김호영 정태섭 이숙 권은아 이주나 이명희 윤예희 이주미 이장훈 최영재 김수현 유준석 최범호 오현섭 김영석 양동재 김성훈 전영민        |
| 193회 | 8월 25일  | 인연                                     | 이경희 | 이창순 | 이혜숙 이효정 남성훈 임채무 조형기 김승욱 박영태 오승명 문회원 신국 한규희 문예지 양동재 최영재 김세민 상일환 정세희 김진동 오현철 왕시호               |
| 194회 | 9월 1일   | 호스피스 아줌마                          | 김진숙 | 오현창 | 윤여정 김창숙 장용 김용선 신귀식 박영지 이숙 오승룡 이상미 오정석 안연홍 이봉규 안용남 장효민 정광성                                                    |
| 195회 | 9월 15일  | 약속                                     | 정현숙 | 김사현 | 이경심 신구 김형자 김명수 전인택 견미리 이성용 김수정 최영재                                                                                            |
| 196회 | 9월 21일  | 웨딩드레스                               | 김준섭 | 최용원 | 심양홍 김영옥 정진 정태섭 노영국 최란 강인덕 서갑숙 김경애 양희경 조성숙 곽진영 박소현 김형준 이선애 이종수 장성원 조수희 조미령 심솔 최우혁            |
| 197회 | 9월 29일  | 두 여자의 사랑                           | 정미정 | 이대영 | 이승신 이주영 최성준 남경주 김호영 한영수 최재호 하지나 정준호 이성재                                                                                   |
| 198회 | 10월 6일  | 서울 블루스                              | 이정선 | 김윤철 | 조형기 정성모 강남길 홍리나 남능미 양희경 임현주 김동수 윤순홍 임대호 김선동 김호웅 권오중 홍예진 최선미                                                |
| 199회 | 10월 13일 | 예수가 떠난 후 남자들은 다시 돌을 던졌다 | 임채준 | 최이섭 | 김진아 김상중 박병훈 이미경 정태섭 정한헌 김정하 심우창 최영진 최선미 김상희 정재곤 박용우 조미령                                                       |
| 200회 | 10월 20일 | 휘파람 골짜기                            | 서희정 | 최명규 | 이원용 김수진 안연홍 홍성민 김소원 장인환 문미봉 김주영 김성찬 서갑숙 문용민 오현섭 조현숙 유식 정경희 김정국 오세영 서명석 최태환 서정수 안갑용 양재경 |
| 201회 | 10월 27일 | 무채색 기행                              | 김오민 | 이창섭 | 우연희 이동신 최종환 유승봉 김만혜 김순경 강수영 김승현 전영민 장영주 조미령 김민우 이재원 김은영                                                       |
| 202회 | 11월 10일 | 엄마가 없으면 우리는 행복하다            | 이란   | 권이상 | 윤미라 연규진 구봉서 조형기 안승미 신국 차윤회 정태섭 이원재 최재형 정재곤 박용우 이진헌                                                                |
| 203회 | 11월 17일 | 사랑한다면                               | 이정선 | 이창순 | 배종옥 최민식 이재룡 박영지 한영숙 박경순 맹상훈 김영석 조미령 박용우 방양희 김은혜                                                                     |
| 204회 | 11월 24일 | 달수의 집짓기                            | 김선영 | 오현창 | 강남길 임예진 조형기 현석 윤문식 홍성민 손창호 송도순 홍민우 홍성선 문동근 이상미 이승현 김각중 오현섭 최범호 왕태언 김동석 최지우 이성재 방수환        |
| 205회 | 12월 8일  | 이혼보고서                               | 김정현 | 장근수 | 김동현 양미경 김용선 이원재 김주영 서권순 박영지 순동운 정태섭 차윤회 정대홍 최재호 김수현 조경희 박지현                                                |
| 206회 | 12월 15일 | 비가 와도 젖은 자는 다시 젖지 않는다     | 김금순 | 이대영 | 김상중 김서라 최종환 오세준 김각중 문회원 정한헌 정경희 조미령 양형욱 이지산 김경애 박상현 신동원 임채윤 김일중 김지연 정진강                           |
| 207회 | 12월 22일 | 압구정동 황진이                          | 임채준 | 최이섭 | 윤해영 강민경 김성일 박병훈 최명수 윤용현 최영재 김세민 최영진 김대훈 김형준 이성재 최지나 이미경 송호섭                                                |

### 1996년
| 회차  | 방송일    | 작품명                                         | 극본   | 연출   | 출연자 |
| ----- | --------- | ---------------------------------------------- | ------ | ------ | --- |
| 208회 | 1월 5일   | 사람 만들기                                    | 이정선 | 이창섭 | 김일우 나현희 원미원 김승욱 송채환 나성균 임종국 이성용 심우창 이영자 최범호 전영민 김호웅 이정은 노정임 이종수 이성재 장성원 김형준 장선화 조미령 윤소영 방양희 김시아                                                  |
| 209회 | 1월 12일  | 작은 성                                        | 이정란 | 이창순 | 김서라 전인택 오현철 권해광 박상조 한규희 맹상훈 이효정 홍성선 이지산 박상규 이명희 이진 정재곤 정준호 방양희 장선화 조은엽 이잎새                                                                                       |
| 210회 | 1월 19일  | 남편이 에이즈에 걸렸어요                       | 김미경 | 오현창 | 박용수 양미경 심양홍 최은숙 김주영 송도순 홍성선 정준호 장선화 윤소영 김민우 |
| 211회 | 1월 26일  | 사랑, 그 하나만으로도                          | 서희정 | 권이상 | 김미현 윤동환 최지우 이정훈 최종환 김수현 정재곤 윤소영 |
| 212회 | 2월 2일   | 40년 만의 편지                                 | 이권자 | 이유황 | 김흥기 김형자 홍성민 이경희 김진화 임경옥 이궁희 김영식 박현심 양형호 김민 김기윤 임균호 강경환 이선경 오훈 |
| 213회 | 2월 9일   | 모닝커피                                       | 박순영 | 이대영 | 차광수 김나운 이현경 김동욱 최종환 오세준 김은수 최항석 조성숙 이상미 경인선 김시아 홍승희 |
| 214회 | 2월 16일  | 못찾겠다 꾀꼬리                                | 김오민 | 김준호 | 김영옥 전운 윤예희 이현경 김복희 김석옥 문시경 원미원 박종설 김영석 김민경 김미영 정재곤 곽정욱 |
| 215회 | 2월 23일  | 사무관 K                                       | 황선영 | 최창욱 | 김상중 심양홍 손현주 김서라 김동주 신지은 전원주 장인환 박용팔 정태섭 정한헌 이숙 이원종 오현섭 박희정 최범호 이승우 손민우 이정규 김윤정 김대훈 정재곤 장선화 정윤지 조수희 강민우 오현철                               |
| 216회 | 3월 8일   | 매직맨                                         | 박성조 | 정인   | 오욱철 정호근 오지연 박상조 박경순 오승명 김흥수 전희룡 최재호 한태일 유식 김양욱 오정석 윤용현 김승현 정준호 방양희 전영민 안윤영 민경호 김유미 이홍선                                                                  |
| 217회 | 3월 15일  | 위험한 여정                                    | 황혜경 | 이창섭 | 이지형 김윤정 김상순 사미자 박영지 한영숙 정명환 오현섭 김동수 이승우 최영재 손종영 제현호 정재곤 김형준 이종수 김대훈 조수희                                                                                            |
| 218회 | 3월 22일  | 경비원님                                       | 김태관 | 권이상 | 조형기 김용선 임경옥 한무 이계인 전인택 박종관 정태섭 이금복 이경순 김경애 문예지 강상구 송영웅 강수영 이영자 임유진 김정수 안승미 황영호 한소연                                                                         |
| 219회 | 3월 29일  | 젓가락 행진곡                                  | 이정선 | 김사현 | 손현주 윤유선 권해광 윤동원 박영지 서권순 전인택 윤예희 박태호 조성숙 최수훈 장선화 방양희 |
| 220회 | 4월 12일  | 푸른 사과가 있는 국도                          | 윤소영 | 이대영 | 우희진 유태웅 김응석 장선화 윤해영 이승우 이종수 김명희 김세민 이정규 김수현 정윤지 윤용현 오정석 손종영 홍승희 윤소영                                                                                                   |
| 221회 | 4월 19일  | 엄마의 치자꽃                                  | 노희경 | 박복만 | 나문희 양정아 이성재 현석 차윤회 김용승 강상구 오정석 하지숙 김형준 정재곤 김대훈 이종수 조은엽 이선애 장선화 허윤경 채자영                                                                                              |
| 222회 | 4월 26일  | 미완성 누드                                    | 임채준 | 이주환 | 김병세 최종환 박은영 이주경 박영지 박영태 강남길 박종설 최수훈 손민우 김민태 김선화 김창완 이매리 |
| 223회 | 5월 3일   | 달수 아들 학교 가다                            | 김경희 | 오현창 | 강남길 임예진 김민우 현석 조형기 송도순 이숙 김혜옥 이상미 노경주 최한호 김영석 강상구 정선일 문예지 최범호 허윤경 |
| 224회 | 5월 10일  | 문간방 여자                                    | 박예랑 | 김남원 | 김창완 조양자 김지영 조명연 이수나 경인선 이성재 김하림 임윤진 곽민승 |
| 225회 | 5월 17일  | 기억 저편의 그늘                               | 하명희 | 이창섭 | 박찬환 정명환 이원종 남성훈 이금복 정대홍 김만혜 한규희 문창근 박종설 이재훈 배영옥 김예령 김나우 최영재 정재곤 조은엽 최민석 이원희 김경재 김지훈 동설란                                                                |
| 226회 | 5월 31일  | 기다리는 이에게                                | 이정선 | 김사현 | 손현주 박은영 김명수 장연식 김은수 최수훈 김용숙 정명환 한영숙 김각중 김미소 양동재 김양욱 이진 윤소영 허윤경 |
| 227회 | 6월 7일   | 도깨비집                                       | 서희정 | 권이상 | 윤철형 김현숙 나경미 고두심 국정환 장인환 양택조 송경철 유퉁 이원재 이상미 신국 한창호 이진 이은영 민병훈 |
| 228회 | 6월 14일  | 사랑에 관한 몇 가지 편견                       | 김인영 | 이대영 | 송승환 임세미 박병훈 윤현숙 한규희 김은영 장인환 문미봉 박예숙 이영란 원준 홍석천 강수영 손보영 허윤경 조은엽 박용우 정재곤 김대훈 이성재 장선화 방양희 김선 이나리                                                      |
| 229회 | 6월 21일  | 굴 지나가기                                    | 심응찬 | 임화민 | 임현식 김동주 이주경 정승호 양택조 국정환 장인환 김영배 이경순 이숙 이미지 최고봉 문서경 |
| 230회 | 6월 28일  | 세리와 수지                                    | 노희경 | 이주환 | 사미자 전미선 윤철형 이상철 최범호 홍순창 박종설 이원재 황우연 박희정 김양욱 이승우 윤용현 원종선 김윤정 허윤경 오선미 최윤화                                                                                            |
| 231회 | 7월 5일   | 달수의 차, 차, 차                              | 박예랑 | 오현창 | 강남길 임예진 현석 송도순 김민우 유판웅 손창호 이숙 이상숙 이상미 최성철 최재호 최범호 송경희 오정석 손민우 허윤경 최지나 권오균 나재균 김종석 김민우                                                                    |
| 232회 | 7월 12일  | 그 여름의 사흘                                 | 이종욱 | 김사현 | 이주나 신구 정혜선 김형자 김해숙 최종환 이성재 오세준 이경아 김선동 강수영 양동재 임영규 조성숙 김선 최혜린 최기쁨 |
| 233회 | 7월 19일  | 다섯 마리 강아지                               | 오계진 | 권이상 | 김자옥 김민희 김동현 현석 김용선 김경애 문예지 박윤배 김혜옥 이상미 김정수 이정은 원종선 박이화 최윤화 권정주 송병준 손숙 김승현                                                                                         |
| 234회 | 7월 26일  | 여운포 세레나데                                | 최완규 | 오경훈 | 조민기 조민수 이민영 정혜선 조형기 권은아 전인택 이은철 최지나 권해광 성기섭 |
| 235회 | 8월 9일   | 사진을 만난 남자                               | 송민호 | 박종   | 박세준 정호근 정욱 박상조 양택조 이원재 최은숙 박영지 김각중 정한헌 장인환 박종설 김경애 곽은태 최재호 김동석 송경희 전영민 송인정 한유정 이세은 김혜수                                                                  |
| 236회 | 8월 16일  | 인간의 심판                                    | 김경희 | 오현창 | 조미령 김동주 김주영 윤문식 박종관 박영태 문미봉 김경애 문창근 강미 김순경 이상미 조성숙 권오균 최재호 김영석 임대호 최범호 윤용현 김진만 정준호 최지나 원종선 권창석 윤미선 이종미                                      |
| 237회 | 8월 23일  | 여걸본색                                       | 김태관 | 이주환 | 유혜정 나희주 김부용 김형자 정한헌 김영일 이승우 최유림 |
| 238회 | 8월 30일  | 푸른 유혹                                      | 심응찬 | 임화민 | 정준호 김현숙 이석준 양택조 문회원 정승호 박희정 최재호 송경희 방양희 이영섭 송인정 권현영 |
| 239회 | 9월 6일   | 황금빛 정원                                    | 장영철 | 권이상 | 남능미 김창완 유하영 홍성민 임예진 김용선 조현숙 윤철형 김소이 김재현 김정수 이진 윤소영 신나래 |
| 240회 | 9월 13일  | 남자와 여자가 만나면 반드시 무슨 일인가 생긴다 | 류민숙 | 오경훈 | 김병세 문수진 김애경 권은아 이원재 손보영 이시은 유식 최재형 방양희 유현지 |
| 241회 | 9월 20일  | 합장                                           | 홍애경 | 오현창 | 김용림 박규채 양희경 현석 박성미 윤예희 최수훈 최성철 조성숙 방양희 최현수 문후영 |
| 242회 | 9월 20일  | 돼지 아빠가 차이콥스키를 만날 때               | 이수진 | 이창섭 | 임현식 김용건 임지연 김만혜 홍순창 심양홍 남영진 윤순홍 이원용 최항석 전영민 박종설 문동근 강수영 이성재 |
| 243회 | 10월 11일 | 천생연분                                       | 윤형운 | 임화민 | 남성진 이민영 정명환 김지영 김영옥 김동주 방양희 김시아 권현영 이문향 |
| 244회 | 10월 18일 | 고리                                           | 이송정 | 김남원 | 정경순 김영옥 전인택 김진해 최은숙 박영지 순동운 송경희 방양희 신현숙 김선희 권수진 박소연 |
| 245회 | 10월 25일 | 그녀와 마누라 사이                             | 이경희 | 이주환 | 김일우 방은희 조양자 김형기 이수영 이재룡 |
| 246회 | 11월 1일  | 나, 28세 미혼                                  | 김선영 | 조중현 | 김혜리 이진우 김규철 양희경 이정길 이응경 한영숙 박종관 신귀식 박상조 이동신 장인환 조현숙 이상미 최재호 순동운 이영자 양동재 권혜원 진이자 박용우 문예지 손민우 김수진 허윤경 문창근 김인수 설상엽 곽정욱 전주희 이현지 |
| 247회 | 11월 8일  | 냉장고 문을 여는 남자                          | 조명주 | 오경훈 | 김서라 손현주 전현 박형준 유준상 사미자 양택조 권은아 오현섭 손민우 이성재 장성림 방양희 허윤경 고가령 김은경 신미경 |
| 248회 | 11월 15일 | 언제나 두 번째 토요일처럼                      | 송민호 | 이창섭 | 박진성 나현희 김형일 이나리 문회원 차윤회 이상숙 이정훈 정호근 오정석 김미영 |
| 249회 | 11월 22일 | 남과 남                                        | 심응찬 | 임화민 | 임현식 최주봉 김동주 양택조 김호영 문회원 정한헌 정승호 박종설 김흥수 김승현 최고봉 이장훈 손민우 권근희 |
| 250회 | 11월 29일 | 내 남자는 아메리칸 스타일                      | 윤형원 | 최명규 | 이희도 최선미 박용우 조하나 김영옥 유준석 |
| 251회 | 12월 13일 | 마지막 동행                                    | 이금주 | 최용원 | 박혜숙 김용건 곽진영 심양홍 김서라 서권순 박소현 정준호 이종수 소경진 유정원 |
| 252회 | 12월 27일 | 후라이팬을 든 여자                             | 류민숙 | 김준호 | 김서라 윤다훈 임예진 이희도 윤철형 방은희 김영석 이인정 방양희 |

### 1997년
| 회차  | 방송일    | 작품명                              | 출연자                                 | 극본   | 연출   |
| ----- | --------- | ----------------------------------- | -------------------------------------- | ------ | ------ |
| 253회 | 1월 3일   | 엘리베이터에서 스치다               | 권해효, 손현주                         | 조명주 | 오경훈 |
| 254회 | 1월 10일  | 도시의 사냥꾼                       | 윤동환, 이인철, 구혜진                 | 심응찬 | 임화민 |
| 255회 | 1월 17일  | 남자의 천국                         |                                        | 장영철 | 최용원 |
| 256회 | 1월 24일  | 남자답게 사는 법                    |                                        | 이송정 | 김준호 |
| 257회 | 1월 31일  | 그의 두 번째 아내                   | 조미령, 김승환                         | 박예랑 | 김남원 |
| 258회 | 2월 14일  | 유머펀치 무작정 따라하기            |                                        | 조명주 | 오경훈 |
| 259회 | 2월 21일  | 체인징 파트너                       | 조민수, 조형기, 하재영, 양희경         | 홍애경 | 임화민 |
| 260회 | 2월 28일  | 건망증 이야기                       | 김규철, 견미리                         | 김오민 | 장근수 |
| 261회 | 3월 7일   | 환생기                              |                                        | 조한순 | 최용원 |
| 262회 | 3월 14일  | 춘설이 난분분하니                   | 정원중, 송경철, 신신애                 | 안광희 | 정인   |
| 263회 | 3월 21일  | 우리들의 쪼그라진 영웅              | 권용운, 강남길                         | 박예랑 | 김남원 |
| 264회 | 3월 28일  | 티타임의 모녀                       | 윤유선                                 | 조명주 | 오경훈 |
| 265회 | 4월 4일   | 2호선 플랫폼에서                    |                                        | 정유경 | 안판석 |
| 266회 | 4월 11일  | 환절기                              | 길용우, 정애리                         | 신선희 | 이승렬 |
| 267회 | 4월 18일  | 마른 꽃                             | 김민자, 이순재, 선우은숙, 사미자       | 박진숙 | 장수봉 |
| 268회 | 4월 25일  | 짐작과는 다른 일들                  | 신애라                                 | 장영철 | 한희   |
| 269회 | 5월 2일   | 아빠가 딸에게 해 줄 수 있는 모든 것 |                                        | 박예랑 | 박성수 |
| 270회 | 5월 9일   | 울어라 까마귀                       | 박인환, 임호                           | 장영철 | 김사현 |
| 271회 | 5월 16일  | 꿈                                  | 이혜숙, 이효정, 권해광                 | 권도희 | 이창섭 |
| 272회 | 5월 23일  | 어느 봄날의 동화                    | 정욱, 손현주, 윤유선                   | 박찬홍 | 김준호 |
| 273회 | 5월 30일  | 도둑놈과 도둑님                     |                                        | 윤혁민 | 신호균 |
| 274회 | 6월 6일   | 함정                                | 정보석, 장진영, 이기영, 최명년         | 김태관 | 한희   |
| 275회 | 6월 13일  | 어머니 당신의 이야기                | 김혜자, 한인수, 윤손하, 김소원, 김진해 | 한재은 | 박성수 |
| 276회 | 6월 20일  | 나 당신 사랑하였기에                | 길용우, 양미경, 김미정                 | 김가영 | 임화민 |
| 277회 | 7월 4일   | 시인의 바다                         | 김선재                                 | 박순영 | 이대영 |
| 278회 | 7월 11일  | 우째 이런 일이                      | 이희도, 신신애                         | 김태관 | 이창섭 |
| 279회 | 7월 18일  | 솔로몬 도둑                         | 박형준, 조형기, 김지수, 윤용현         | 임성한 | 정세호 |
| 280회 | 7월 31일  | 천기누설                            |                                        | 김홍주 | 한희   |
| 281회 | 8월 8일   | 웬수                                | 남능미, 연운경                         | 임성한 | 소원영 |
| 282회 | 8월 22일  | 드럼이 있는 방                      | 나영희, 최상훈                         | 김진희 | 임화민 |
| 283회 | 8월 29일  | 섹스, 거짓말 그리고 성격차          | 송승환, 이주경, 김자옥                 | 임성한 | 조중현 |
| 284회 | 9월 5일   | 내가 사랑한 마법사                  | 김예령, 김응석, 김정민                 | 김민교 | 박성수 |
| 285회 | 9월 12일  | 꽃 파는 남자들                      | 김정균, 손현주, 주용만                 | 조영희 | 이대영 |
| 286회 | 10월 3일  | 네발 자전거                         | 유준상, 추상미, 조민희                 | 이정선 | 이창섭 |
| 287회 | 10월 10일 | 세탁소에 들러보세요                 | 백일섭, 박인환, 김청, 김지영           | 지영희 | 한희   |
| 288회 | 10월 17일 | 사랑한다면 그녀처럼                 | 남주희, 임호, 손현주                   | 구선경 | 오경훈 |
| 289회 | 10월 24일 | 용서받지 못한 여자                  | 김정난, 이정훈, 김을동, 서권순         | 이한호 | 임화민 |
| 290회 | 10월 31일 | 대통령과 TV                         |                                        | 박성진 | 김사현 |
| 291회 | 11월 6일  | 복순 씨의 부메랑                    | 윤여정, 방양희, 김세준, 안연홍, 이정규 | 황선영 | 최창욱 |
| 292회 | 11월 21일 | 널 위해 아무도 모르게               | 김예령, 박정수, 김명수                 | 김미현 | 박성수 |
| 293회 | 11월 28일 | 혼수상태                            |                                        | 김홍주 | 정인   |
| 294회 | 12월 12일 | 후회해도 되는 것들                  | 방은희, 김정균                         | 이향원 | 이창섭 |
| 295회 | 12월 26일 | 7일 간의 선택                       | 김미숙, 임채무, 정동환                 | 권도희 | 최용원 |

### 1998년
| 회차  | 방송일    | 작품명                                         | 출연자                                                                                         | 극본           | 연출   |
| ----- | --------- | ---------------------------------------------- | ---------------------------------------------------------------------------------------------- | -------------- | ------ |
| 296회 | 1월 9일   | 도시에서의 사랑                                | 김상중, 심혜진, 김혜수, 조용원                                                                 | 김광식         | 황인뢰 |
| 297회 | 1월 16일  | 어떻게 당신을 사랑하게 됐냐구요?               |                                                                                                | 윤형운         | 이대영 |
| 298회 | 1월 23일  | 정아 이야기                                    | 남주희, 최철호, 이낙훈, 정혜선                                                                 | 구선경         | 오경훈 |
| 299회 | 1월 30일  | 부부 제3라운드                                 | 송재호, 박정수                                                                                 | 김영현         | 이주환 |
| 300회 | 2월 6일   | 전등사                                         | 조재현, 김현주, 임호                                                                           | 이한호         | 박성수 |
| 301회 | 2월 13일  | 파인더 속의 세상                               |                                                                                                | 안영희         | 이창섭 |
| 302회 | 2월 20일  | 지하철 치한에 관한 보고서                      | 김혜수, 전광렬, 정성모, 이희도                                                                 | 황선영         | 안판석 |
| 303회 | 2월 27일  | 화니와 알렉산더                                |                                                                                                | 임채준         | 최이섭 |
| 304회 | 3월 6일   | 고독의 기원                                    | 심혜진, 김준원, 하재영                                                                         | 김광식         | 황인뢰 |
| 305회 | 3월 13일  | 그림자 게임                                    | 김자옥, 장서희, 한인수                                                                         | 장영철         | 최용원 |
| 306회 | 3월 20일  | 겨울에서 봄으로                                |                                                                                                | 안진아         | 권석장 |
| 307회 | 3월 27일  | 사랑에 관한 아홉 가지 미신                     | 이상인, 나경미, 이현경                                                                         | 하명희         | 이주환 |
| 308회 | 4월 3일   | 이혼 방법                                      | 강남길, 최화정                                                                                 | 박예랑         | 김남원 |
| 309회 | 4월 10일  | 사랑이라는 두 글자                             | 김정균, 유혜정                                                                                 | 이향원         | 임화민 |
| 310회 | 4월 17일  | 가방을 든 여인                                 | 이민영, 추상미, 박원숙, 송승헌                                                                 | 이천형, 노은정 | 이정표 |
| 311회 | 4월 24일  | 왕과 나                                        | 정혜영, 전광렬, 권오중, 김정은                                                                 | 황선영         | 안판석 |
| 312회 | 5월 8일   | 반가사유상                                     | 박인환, 한진희, 김세아, 박정수                                                                 | 김원석         | 김승수 |
| 313회 | 5월 15일  | 적들의 사회                                    | 박용하, 김혜수                                                                                 | 이진우         | 김윤철 |
| 314회 | 5월 22일  | 오월의 사랑                                    | 정찬, 김지영, 김정은                                                                           | 김규완         | 윤재문 |
| 315회 | 5월 27일  | 파트너                                         |                                                                                                | 김선영         | 최이섭 |
| 316회 | 6월 5일   | 간직한 것은 잊혀지지 않는다                    | 전도연, 소지섭                                                                                 | 김광식         | 황인뢰 |
| 317회 | 6월 12일  | 하마                                           | 김유석, 이지은                                                                                 | 하명희         | 최창욱 |
| 318회 | 6월 19일  | 그와 함께 타이타닉을 보다                      | 김정은, 장진영, 최철호, 김병세                                                                 | 김인영         | 권석장 |
| 319회 | 7월 3일   | 약속                                           | 송승환, 양미경                                                                                 | 이금주         | 이창수 |
| 320회 | 7월 10일  | 당신의 편지를 냉동실에 보관하세요              | 박용우                                                                                         | 변원미         | 이정표 |
| 321회 | 7월 17일  | 내 짝궁 박순정                                 | 이성재, 김지영, 전혜진                                                                         | 정유경         | 안판석 |
| 322회 | 7월 24일  | 스타킹                                         | 이정규, 권민중                                                                                 | 이혜정         | 임화민 |
| 323회 | 7월 31일  | 그녀의 화분 NO.1                               | 김선아, 정찬, 홍일권                                                                           | 윤성희         | 김윤철 |
| 324회 | 8월 7일   | 산부인과에 가면 잃어버린 사랑을 찾을 수 있을까 | 홍경인, 박준희, 신충식, 김지영, 권재희                                                         | 김신영         | 최이섭 |
| 325회 | 8월 14일  | 해피엔딩                                       |                                                                                                | 김광식         | 윤재문 |
| 326회 | 8월 21일  | 외박                                           | 김예령, 이경심                                                                                 | 이승환         | 권석장 |
| 327회 | 8월 28일  | 머피의 법칙                                    | 우희진, 손지창                                                                                 | 정성희         | 이창섭 |
| 328회 | 9월 4일   | 성난 눈으로 돌아보라                           |                                                                                                | 변원미         | 이정표 |
| 329회 | 9월 11일  | 숨은 얼굴 찾기                                 | 김혜선, 박성미                                                                                 | 고동률         | 임화민 |
| 330회 | 9월 18일  | 마을버스                                       | 윤동환, 최강희, 박종관, 김지영, 이경숙, 한영수, 신신애, 김하균, 순동운, 김기복, 윤용현, 정수형 | 이형순         | 김윤철 |
| 331회 | 9월 25일  | 설사약 권하는 사회                             | 전미선                                                                                         | 박경수         | 최이섭 |
| 332회 | 10월 2일  | 미스터 척척                                    | 오대규, 김세아, 윤손하                                                                         | 윤성희         | 김승수 |
| 333회 | 10월 9일  | 며느리 엿보기                                  | 정혜영, 사미자, 권은아                                                                         | 노현주         | 권석장 |
| 334회 | 10월 16일 | 당신이 잠들 때까지                             | 이현경, 유준상                                                                                 | 변원미         | 이정표 |
| 335회 | 10월 23일 | 공춘택씨의 계약결혼                            | 신구, 김창완, 정영숙, 이숙, 강남길, 권민중, 권재희, 김주승                                     | 오영주         | 이주환 |
| 336회 | 10월 30일 | 마리의 결혼식에 가다                           | 조현숙, 장서희, 변소정                                                                         | 이혜정         | 장근수 |
| 337회 | 11월 6일  | 차차차, 코리아 블루스                          |                                                                                                | 고동률         | 임화민 |
| 338회 | 11월 13일 | 영화처럼 청혼하는 세 가지 방법                 | 김혜수                                                                                         | 황선영         | 윤재문 |
| 339회 | 11월 20일 | 가족 만들기                                    | 정원중, 김지영, 권재희, 신충식                                                                 | 김미경         | 최이섭 |
| 340회 | 11월 27일 | 나는 너에게 무엇이었을까?                      | 김현숙, 최철호                                                                                 | 윤성희         | 권석장 |
| 341회 | 12월 4일  | 장밋빛 인생                                    | 여운계, 김무생, 김창숙                                                                         | 윤대성         | 김승수 |
| 342회 | 12월 11일 | 신데렐라 죽이기                                | 박성미, 반효정, 김현주                                                                         | 이금주         | 이정표 |
| 343회 | 12월 18일 | 그들만의 행복                                  | 윤유선, 천호진                                                                                 | 오영주         | 이주환 |
| 344회 | 12월 25일 | 우리 기쁜 크리스마스                           | 이민영, 박용하, 정보석                                                                         | 조미향         | 한희   |

### 1999년
| 회차  | 방송일    | 작품명                                | 출연자 | 극본   | 연출   |
| ----- | --------- | ------------------------------------- | --- | ------ | ------ |
| 345회 | 1월 11일  | 남편의 못생긴 애인                    | 강남길, 박순천 | 박예랑 | 김남원 |
| 346회 | 1월 15일  | 모래 위에 집을 짓다                   | | 김보영 | 장근수 |
| 347회 | 1월 22일  | 이혼의 기술                           | 김혜선, 김주승 | 고동률 | 임화민 |
| 348회 | 1월 29일  | 그 해 겨울날의 풍경                   | 김상경, 김선아 | 임영아 | 윤재문 |
| 349회 | 2월 5일   | 아빠 애인의 남자친구                  | 김용건, 박원숙, 권오중, 김정은, 권민중, 권인선, 구혜진, 이계인, 신신애, 김승수, 홍은희, 정기성, 함신영, 김용희, 허성수, 김윤중, 이명숙, 박미경, 정대열, 김일웅, 김상엽, 송일국 | 김미현 | 박성수 |
| 350회 | 2월 12일  | 겨울나기                              | 이상우, 이혜은, 김일우, 박혜정 | 이강민 | 권석장 |
| 351회 | 2월 19일  | 인연                                  | 송승환, 전미선 | 김선영 | 최이섭 |
| 352회 | 2월 26일  | 브라보 엄마의 청춘                    | 사미자, 강부자, 방은희 | 김보영 | 장근수 |
| 353회 | 3월 5일   | 북어 대가리                           | 이혜숙, 박순천, 최상훈, 김규철 | 김보영 | 장근수 |
| 354회 | 3월 12일  | 아버지의 밥상                         | 주현, 김병세, 김여진 | 이정선 | 김윤철 |
| 355회 | 3월 19일  | 남태령에서 만나다                     | 우희진, 남성진 | 고동률 | 임화민 |
| 356회 | 3월 26일  | 차이나타운                            | 안재환, 박소현 | 김인영 | 권석장 |
| 357회 | 4월 2일   | 바리데기                              | 강부자, 윤유선 | 정성희 | 장수봉 |
| 358회 | 4월 9일   | 천년둥이                              | 이효정, 양미경, 송기윤, 이경실, 김일우 | 이숙진 | 김승수 |
| 359회 | 4월 16일  | 에녹의 전성시대                       | | 유진희 | 정인   |
| 360회 | 4월 23일  | 첫사랑                                | 권민중, 손현주, 양희경, 김일웅 | 배인정 | 한희   |
| 361회 | 4월 30일  | 남몰래 흐르는 눈물                    | 김병세, 양미경, 강부자 | 임성한 | 최창욱 |
| 362회 | 5월 7일   | 굿바이 오드리 햅번                    | 이나영, 박용우, 김자옥, 김창완, 윤동환, 김세아, 김주영, 최용민, 김기현, 박명수                                                                                                 | 김인영 | 김윤철 |
| 363회 | 5월 14일  | 악어와 악어새                         | 송옥숙, 박순천, 김영옥 | 김보영 | 장근수 |
| 364회 | 5월 21일  | 나의 첫 번째 애인, 엄마의 마지막 애인 | 정슬기, 김혜선, 이창훈 | 이기순 | 박성수 |
| 365회 | 5월 28일  | 바보들의 천국                         | 권용운 | 박찬홍 | 이정표 |
| 366회 | 6월 4일   | 달수, 부메랑을 맞다                   | 강남길, 임예진, 조형기, 이희도 | 고동률 | 오현창 |
| 367회 | 6월 11일  | 뻐꾸기 아빠                           | 노주현, 이태란, 장호일, 윤여정 | 윤형운 | 최창욱 |
| 368회 | 6월 18일  | 어디에도 사랑은 있다                  | 임호, 김정은 | 김보영 | 장근수 |
| 369회 | 7월 2일   | 새드 무비                             | 백일섭, 정영숙, 박성미, 선우재덕 | 송정림 | 장두익 |
| 370회 | 7월 9일   | 소영이 즈그 엄마                      | 김희정, 서유정, 손현주 | 이경희 | 오경훈 |
| 371회 | 7월 16일  | 한번쯤                                | 윤다훈, 김지수, 정준호, 정혜영 | 최운정 | 이정표 |
| 372회 | 7월 23일  | 내 딸아이의 사랑 이야기               | 이제니, 선우은숙, 김승수 | 고은선 | 임화민 |
| 373회 | 7월 30일  | 아버지의 여자                         | 정혜영, 박정수, 남성진 | 김영인 | 권이상 |
| 374회 | 8월 6일   | 아내                                  | | 김보영 | 장근수 |
| 375회 | 8월 27일  | 지상에서의 하루                       | 정찬, 박주미 | 윤원영 | 오경훈 |
| 376회 | 9월 3일   | 유혹                                  | 김정현, 지수원 | 유우재 | 이대영 |
| 377회 | 9월 10일  | 너를 보면 나는 잠이 와                | 우희진, 윤다훈, 임호 | 황성연 | 한희   |
| 378회 | 9월 17일  | 아가, 엄마야                          | | 박순열 | 오현창 |
| 379회 | 10월 1일  | 인형의 집                             | 최성국, 최성준, 황인정 | 이금주 | 최용원 |
| 380회 | 10월 8일  | 12살 차이                             | 선우용여, 장서희, 이희도 | 김보영 | 장근수 |
| 381회 | 10월 15일 | 우리들이 사랑을 말할 때 하는 이야기   | 김여진, 김승수, 권민중, 권혁종, 맹상훈, 최용민, 김인수, 정대열, 김나영, 홍은희, 허성수, 문지원, 박주아, 배동성                                                                 | 선경희 | 김윤철 |
| 382회 | 11월 5일  | 길 밖에도 세상은 있어                 | 이동욱, 홍은희, 선우은숙, 맹상훈 | 이윤정 | 임화민 |
| 383회 | 11월 12일 | 옛사랑                                | 이주경, 조민기 | 이경희 | 오경훈 |
| 384회 | 11월 19일 | 앙숙                                  | 양미경, 정경순, 길용우, 김병세 | 소현경 | 한희   |
| 385회 | 11월 26일 | 사랑하는 사람들                       | 신윤정 | 강한경 | 최용원 |
| 386회 | 12월 10일 | 사랑은 흔적이 되어                    | | 소현경 | 권석장 |
| 387회 | 12월 17일 | 홀리데이                              | 윤손하, 유오성, 김규철 | 유진희 | 정인   |

### 2000년
| 회차  | 방송일    | 작품명                                  | 출연자                                                 | 극본   | 연출   |
| ----- | --------- | --------------------------------------- | ------------------------------------------------------ | ------ | ------ |
| 388회 | 1월 7일   | 송이야 놀자                             | 곽정욱, 이세영                                         | 김보영 | 장근수 |
| 389회 | 1월 21일  | 티눈                                    |                                                        | 황은경 | 최이섭 |
| 390회 | 1월 28일  | 개 같은 나의 왼손                       |                                                        | 장영철 | 오경훈 |
| 391회 | 2월 11일  | 3억 원의 장례                           |                                                        | 정서원 | 김윤철 |
| 392회 | 2월 18일  | 엘리베이터에 낀 그 남자는 어떻게 되었나 | 권해효, 이자영                                         | 황성연 | 한희   |
| 393회 | 2월 25일  | 아무도 나를 사랑하지 않는다             | 정경순, 채정안, 김하균, 윤동환                         | 신선희 | 최용원 |
| 394회 | 3월 3일   | 내겐 너무 이쁜 당신                     | 권오중, 김지영                                         | 정유경 | 권석장 |
| 395회 | 3월 10일  | 제과점 앞에서 붕어빵을 굽다             | 김정난, 홍일권                                         | 고은선 | 조중현 |
| 396회 | 3월 17일  | 초록 깃발                               | 이휘향, 이효정                                         | 유진희 | 소원영 |
| 397회 | 3월 24일  | 돼지꿈 꾼 날                            | 김일우, 김현주                                         | 고동률 | 임화민 |
| 398회 | 4월 7일   | 여의도 전선 이상 없다                   | 임호, 이정규, 장서희, 김창완, 송일국                   | 유진희 | 최이섭 |
| 399회 | 4월 14일  | 그 남자 황홀하다                        | 박용하, 김시원                                         | 조명주 | 오경훈 |
| 400회 | 4월 21일  | 천국까지 100마일                        | 최재성, 오미연, 길용우                                 | 김보영 | 이대영 |
| 401회 | 4월 28일  | 그, 그녀에게 버림받다                   | 김정균, 김혜선                                         | 소현경 | 최용원 |
| 402회 | 5월 5일   | 아름다운 남자                           | 최재원, 김여진, 지진희                                 | 황선영 | 권석장 |
| 403회 | 5월 12일  | 목격자를 찾습니다                       | 박순천, 정한헌, 이계인                                 | 고동률 | 조중현 |
| 404회 | 5월 19일  | 불어라 봄바람                           | 최종원, 전원주                                         | 황은경 | 소원영 |
| 405회 | 6월 2일   | 왕제비 무도별곡                         | 배동성, 한인수, 박순천                                 | 정형수 | 임화민 |
| 406회 | 6월 9일   | 너의 눈물로 나를 씻다                   | 최윤영, 김여진, 송일국                                 | 윤성희 | 윤재문 |
| 407회 | 6월 16일  | 창포 필 무렵                            | 지진희, 권해광, 이영하, 이휘향                         | 박정화 | 황인뢰 |
| 408회 | 6월 23일  | 내 생애 단 한번                         | 김정난, 최철호                                         | 김영인 | 이대영 |
| 409회 | 7월 7일   | 지화자와 하수민                         | 방은희, 박지미                                         | 조윤숙 | 최용원 |
| 410회 | 7월 14일  | 아내, 정부 그리고 킬러                  | 전현, 이현경                                           | 황성연 | 권석장 |
| 411회 | 7월 21일  | 여름방학                                | 김성령, 이재룡, 백성현                                 | 김순자 | 이정표 |
| 412회 | 7월 28일  | 동보씨의 파랑새                         | 김지수, 이훈                                           | 김성희 | 이태곤 |
| 413회 | 8월 4일   | 사랑에 대한 예의                        | 김정난, 김일우                                         | 김순옥 | 임화민 |
| 414회 | 8월 25일  | 죽기 위해 사는 남자                     | 정동환, 추자현                                         | 김영인 | 정문수 |
| 415회 | 9월 1일   | 큰 형님                                 | 김성겸, 이호재, 김일우, 강성진, 허영란                 | 이기원 | 윤재문 |
| 416회 | 9월 8일   | 사랑의 이름으로                         | 송채환, 박찬환                                         | 김가영 | 소원영 |
| 417회 | 9월 15일  | 부부 십계명                             | 김민주, 송일국                                         | 김영인 | 이대영 |
| 418회 | 9월 22일  | 리얼 메모리                             | 김주혁, 오욱철                                         | 이진화 | 최용원 |
| 419회 | 9월 29일  | 내 인생의 남자                          | 이나리, 이윤석, 정슬기                                 | 도현정 | 권석장 |
| 420회 | 10월 6일  | 내가 너무 사랑하는 당신                 | 김정난, 김현주, 김주승                                 | 박후정 | 이정표 |
| 421회 | 10월 13일 | 아버지의 가을                           | 이호재, 정승호, 김해숙                                 | 김순옥 | 임화민 |
| 422회 | 10월 20일 | 카이코우라로 가는 기차                  | 성현아, 김상경                                         | 손은혜 | 이태곤 |
| 423회 | 10월 27일 | 움딸                                    | 정혜선, 양미경, 윤철형                                 | 신경희 | 이태곤 |
| 424회 | 11월 3일  | 노란 잠수함                             | 나문희, 강문영, 정승호, 박종관, 임현식, 김복희, 유승봉 | 이란   | 이창섭 |
| 425회 | 11월 10일 | 내 인생의 스타카토                      | 장서희, 손현주                                         | 김성희 | 오경훈 |
| 426회 | 11월 17일 | 황금 노을                               | 조민기, 윤지숙, 박은빈                                 | 이혜선 | 윤재문 |
| 427회 | 11월 24일 | 북에서 온 형                            | 김성겸, 정승호                                         | 박후정 | 정문수 |
| 428회 | 12월 22일 | 아들 그리고 연인                        | 송채환, 김정균                                         | 조윤숙 | 이대영 |

### 2001년
| 회차  | 방송일    | 작품명                             | 출연자                               | 극본                    | 연출   |
| ----- | --------- | ---------------------------------- | ------------------------------------ | ----------------------- | ------ |
| 429회 | 1월 5일   | 거꾸로 가는 남자                   | 이상우, 김채연                       | 박은령                  | 이정표 |
| 430회 | 1월 12일  | 총각 파티                          | 박광현, 김현수                       | 손은혜                  | 임화민 |
| 431회 | 1월 19일  | 성주푸리                           | 김지호, 정준, 지진희                 | 이유리, 김수정          | 황인뢰 |
| 432회 | 1월 26일  | 눈꽃                               | 방은희, 이애정                       | 오경희                  | 오경훈 |
| 433회 | 2월 2일   | 100번째 남자                       | 김여진, 유태웅, 박준희, 전현         | 이혜선                  | 이대영 |
| 434회 | 2월 9일   | 사랑한다면 이들처럼                | 김정난, 이기영, 차광수               | 박후정                  | 이정표 |
| 435회 | 2월 16일  | 키쓰                               | 박시은, 박용하                       | 김선정                  | 최용원 |
| 436회 | 2월 23일  | 맞고 싶은 여자                     | 견미리, 김창완, 김나운, 김형일       | 박예랑                  | 김사현 |
| 437회 | 3월 2일   | 주차장에서 생긴 일                 | 김주승, 조형기, 최란, 서혜린, 김인문 | 이현경                  | 최이섭 |
| 438회 | 3월 9일   | 남자 이야기                        | 김갑수, 박순천, 이상숙               | 이금주                  | 장근수 |
| 439회 | 3월 23일  | 가면 애인                          | 성현아, 박형준, 조하나               | 이승태                  | 이창섭 |
| 440회 | 3월 29일  | 소년은 울지 않는다                 | 정애리, 박찬환, 임호, 유승호         | 오경희                  | 최원석 |
| 441회 | 4월 6일   | 고슴도치                           | 김일우, 조하나                       | 손은혜                  | 이대영 |
| 442회 | 4월 13일  | 사랑의 찬가                        | 임호, 조미령, 최지연                 | 원작 김다은 극본 박후정 | 이정표 |
| 443회 | 4월 20일  | 마지막 거짓말                      | 선우용녀                             | 원작 전성태 극본 이혜선 | 이재동 |
| 444회 | 5월 4일   | 아빠, 나, 엄마, 그리고 아빠의 애인 | 김세준, 맹세창, 송채환, 조하나       | 윤남숙                  | 장근수 |
| 445회 | 5월 11일  | 북해도                             | 이아현, 오대규, 강부자               | 손은혜                  | 김사현 |
| 446회 | 5월 25일  | 행복한 남자                        | 김주승, 김정균, 지수원               | 도현정                  | 최용원 |
| 447회 | 6월 1일   | 내 약혼녀 이야기                   | 김국진, 허영란                       | 정유경                  | 김진만 |
| 448회 | 6월 8일   | 라임 향기처럼                      | 이종수, 최강희                       | 김성희                  | 최이섭 |
| 449회 | 6월 15일  | 닭싸움                             | 박순천, 임예진                       | 고동률                  | 이대영 |
| 450회 | 6월 29일  | 사랑은 보이지 않는다               | 최민용, 추소영                       | 구선경                  | 최원석 |
| 451회 | 7월 6일   | 사랑하는 혜수 언니                 | 조은록, 이정윤                       | 김인영                  | 이태곤 |
| 452회 | 7월 13일  | 떡 하나 주면 안 잡아먹지           | 임호, 심양홍, 이희도                 | 고동률                  | 이창섭 |
| 453회 | 7월 20일  | 동행Ⅱ                              | 이순재, 윤여정, 변희봉               | 선경희                  | 고동선 |
| 454회 | 7월 27일  | 아내는 채팅중                      | 양희경, 현석, 심형탁                 | 정성희                  | 오현창 |
| 455회 | 8월 3일   | 바다끝 물고기                      | 하재영, 신은정, 이동욱               | 김순옥                  | 임화민 |
| 456회 | 8월 17일  | 열병                               | 김청, 송옥숙                         | 김진                    | 박성수 |
| 457회 | 8월 24일  | 법대로 합시다                      | 최란, 정호근, 김승환, 김은수         | 이현경                  | 최이섭 |
| 458회 | 8월 31일  | 집으로 가는 길                     | 안재모, 김영찬                       | 오경희                  | 김진만 |
| 459회 | 9월 7일   | 마음에 도장을 찍다                 | 이지수, 이현균                       | 기승태                  | 권석장 |
| 460회 | 9월 14일  | 그녀만의 전쟁                      | 김정균, 조하나                       | 차영주                  | 최원석 |
| 461회 | 9월 21일  | 미필적 고의에 의한 사랑            | 김유석, 유선                         | 이태곤                  | 민효정 |
| 462회 | 10월 5일  | 타인에게 말 걸기                   | 임호, 신소미, 박형재, 홍충민         | 원작 은희경 극본 도현정 | 고동선 |
| 463회 | 10월 12일 | 남편의 키스                        | 견미리, 정성모                       | 원작 김외란 극본 박예랑 | 오현창 |
| 464회 | 10월 26일 | 지금 우리는 숲으로 간다            | 이자영, 주한울                       | 박현정                  | 최이섭 |
| 465회 | 11월 2일  | 미인시대                           | 민지규, 장준하, 조혜련, 홍충민       | 강윤경                  | 이정표 |
| 466회 | 11월 9일  | 사랑이 하고 싶다                   | 이상우, 정소영                       | 손은혜, 오경희          | 김진만 |
| 467회 | 11월 16일 | 내 아내는 강력계                   | 김윤경, 정성화                       | 이기원                  | 최원석 |
| 468회 | 11월 23일 | 엄마에 관한 기억                   | 연운경, 전혜진, 한인수               | 김선영                  | 한희   |
| 469회 | 11월 30일 | 담배가게 아가씨                    | 김유석, 김병세, 엄춘배, 임지은       | 양승완                  | 이태곤 |
| 470회 | 12월 7일  | 겨울아이                           | 이상아, 서지희, 최성준, 남능미       | 강은주                  | 고동선 |
| 471회 | 12월 14일 | 크리스마스에게 보내는 편지         | 김인권, 정은경, 손현주               | 선경희                  | 윤재문 |
| 472회 | 12월 21일 | 엄지손가락의 꿈                    | 김정균, 박현숙                       | 여정미                  | 이정표 |
| 473회 | 12월 28일 | 그 겨울의 약속                     | 김영호, 정성모, 윤지숙, 김학준       | 이혜선                  | 이재동 |

### 2002년
| 회차  | 방송일    | 작품명                              | 출연자                                         | 극본                           | 연출   |
| ----- | --------- | ----------------------------------- | ---------------------------------------------- | ------------------------------ | ------ |
| 474회 | 1월 4일   | 아내는 지금 서울에 있습니다         | 손현주, 고정민                                 | 원작 김창식 극본 오경희        | 김진만 |
| 475회 | 1월 11일  | 겨울이 갈 때까지                    | 김해숙, 명계남, 이애정, 윤영아, 하승리         | 김순옥                         | 최원석 |
| 476회 | 1월 18일  | 미스 김은 복수할 자격이 있다        | 김명국, 안선영                                 | 김지숙                         | 오현창 |
| 477회 | 1월 25일  | 삼강오륜과 핑크레이디               | 김유석, 윤지숙                                 | 양승완                         | 이태곤 |
| 478회 | 2월 1일   | 두부종                              | 전무송, 김가연, 이수현                         | 신경희                         | 고동선 |
| 479회 | 2월 8일   | 하늘 아래 첫 번째 연인              | 김인권, 김지연                                 | 손은혜                         | 윤재문 |
| 480회 | 2월 22일  | 이화열전                            | 여운계, 윤미라, 문회원, 한규희                 | 황성연                         | 이정표 |
| 481회 | 3월 1일   | 우연                                | 성현아, 윤태영                                 | 황선영                         | 이재동 |
| 482회 | 3월 15일  | 아주 멀지 않은 사람                 | 이상아, 나문희, 송일국, 서지희                 | 박예랑                         | 김남원 |
| 483회 | 3월 22일  | 연인들의 점심식사                   | 신소미, 조하나, 윤영준, 심형탁                 | 원작 김한식 극본 황성연        | 김진만 |
| 484회 | 3월 29일  | 피리부는 사나이                     | 정성화, 신신애, 김영배, 김미희, 장경준         | 원작 하성란 극본 이기원        | 최원석 |
| 485회 | 4월 5일   | 눈물보다 아름다운 유산              | 김상경, 김지아, 최유정, 서지희, 김태진         | 김지혜                         | 이태곤 |
| 486회 | 4월 12일  | 한 잎의 여자                        | 김현정, 천정명, 나문희, 양택조, 이영호, 이세은 | 신경희                         | 고동선 |
| 487회 | 4월 19일  | 4월 이야기                          | 유준상, 권민중, 이상우, 홍은희                 | 송은혜                         | 유정준 |
| 488회 | 4월 26일  | 얼음 마녀 장례식에 와주세요         | 임지은, 오대규, 이지희                         | 박연선                         | 윤재문 |
| 489회 | 5월 3일   | 그녀를 잡아요                       | 박형준, 이서연, 민경현                         | 선경희                         | 이창섭 |
| 490회 | 5월 10일  | 기억의 숲속에 사랑이 있네           | 김미희, 이광기, 심형탁                         | 이혜선                         | 이재동 |
| 491회 | 5월 17일  | 은재네 이야기                       | 이상아, 송일국                                 | 남궁옥                         | 김남원 |
| 492회 | 5월 24일  | 고무신 거꾸로 신은 이유에 대한 상상 | 이동건, 김민정, 정태우                         | 이정은                         | 한희   |
| 493회 | 5월 31일  | 심심풀이 로맨스                     | 김정난, 오지호, 윤동환                         | 손은혜                         | 김진만 |
| 494회 | 6월 7일   | 악의 꽃                             | 정재곤, 김여랑, 강소정                         | 황성연                         | 최원석 |
| 495회 | 6월 28일  | 짝사랑                              | 손지창, 수애, 박탐희                           | 김인영                         | 김도훈 |
| 496회 | 7월 5일   | 테헤란 연가                         | 서유정, 이형철, 이세은, 최준용                 | 조명주                         | 고동선 |
| 497회 | 7월 12일  | 나의 아름다운 우편배달부            | 김호진, 박은혜                                 | 박정화                         | 신현창 |
| 498회 | 7월 19일  | 베일 속의 키스                      | 이일화, 조은숙, 이기영                         | 도현정                         | 유정준 |
| 499회 | 7월 26일  | 올드 패션 러브송                    | 윤승원, 진희경                                 | 원작 임영태 극본 김수아        | 황인뢰 |
| 500회 | 8월 2일   | 악연                                | 고두심, 김영옥                                 | 여은희                         | 이태곤 |
| 501회 | 8월 9일   | 엽기발랄 홍선생                     | 이유진, 이잎새, 수애                           | 여은희                         | 이은규 |
| 502회 | 8월 16일  | 당신의 집                           | 지서영, 이효정, 이현경                         | 김정은                         | 최원석 |
| 503회 | 8월 23일  | 달려라 장부장                       | 김명국, 임예진, 임문수, 조형기, 김창완, 전재룡 | 송미현                         | 오현창 |
| 504회 | 8월 30일  | 날아라 내 딸아                      | 윤지숙, 정영숙, 김영옥, 오지호                 | 소현경                         | 박복만 |
| 505회 | 9월 6일   | 매달리는 여자                       | 이아현, 남성진                                 | 이선아                         | 고동선 |
| 506회 | 9월 13일  | 모자사기단 운수 좋은 날             | 김지영, 권용운, 전양자, 김동규                 | 박형진                         | 이재동 |
| 507회 | 9월 27일  | 그날 밤 그들에게 무슨 일이 있었나?  | 신소미, 홍일권                                 | 김초원                         | 유정준 |
| 508회 | 10월 11일 | 꿈은 이루어진다                     | 이상우, 김나운, 여운계, 이영준, 신동미         | 이현경                         | 이창섭 |
| 509회 | 10월 18일 | 잃어버린 우산                       | 이아현, 김유석                                 | 박지현                         | 이태곤 |
| 510회 | 10월 25일 | 붕어빵을 굽도다... 천국에서         | 송옥숙, 서유정, 김영준, 한예린                 | 김순옥                         | 최낙권 |
| 511회 | 11월 8일  | 아버지 대 아들                      | 박인환, 고명환, 안해숙, 윤지숙                 | 이종욱                         | 이대영 |
| 512회 | 11월 22일 | 엄마는 괴로워                       | 이유리, 김태현                                 | 원작 김지윤 각색 김정훈 이선아 | 최원석 |
| 513회 | 11월 29일 | 복어                                | 김영란, 김현정, 임호, 송일국                   | 선경희                         | 이은규 |
| 514회 | 12월 13일 | 신촌에서 유턴하다                   | 김여진, 김유석, 사미자, 박미선, 김규철, 김나운 | 류성희                         | 박홍균 |
| 515회 | 12월 20일 | 그녀는 행복했을까                   | 이설아                                         | 남궁옥                         | 고동선 |
| 516회 | 12월 27일 | 사랑2                               | 공형진, 손병호, 박지아, 김세아                 | 이선아                         | 유정준 |

### 2003년
| 회차  | 방송일    | 작품명                                | 출연자                                                                                       | 극본           | 연출   |
| ----- | --------- | ------------------------------------- | -------------------------------------------------------------------------------------------- | -------------- | ------ |
| 517회 | 1월 3일   | 꽃 - 다만 때늦은 사랑에 관하여        | 신성우, 김보경, 전현, 장규희, 정한헌, 김영원                                                 | 고은님         | 이재동 |
| 518회 | 1월 10일  | 그 후로도 오랫동안                    | 김용건, 설수진                                                                               | 박은령         | 최이섭 |
| 519회 | 1월 17일  | 돈보다, 남자                          | 심형탁, 강소정, 김인문                                                                       | 정현정         | 권석장 |
| 520회 | 1월 24일  | 100.4MHz                              | 김남진, 이소연                                                                               | 이완           | 김도훈 |
| 521회 | 2월 7일   | 지고는 못살아                         | 최종원, 김성겸                                                                               | 박연선         | 박홍균 |
| 522회 | 2월 14일  | 종이비행기                            | 강민호, 최지나                                                                               | 유정수         | 임화민 |
| 523회 | 2월 21일  | 내 딸 소란이                          | 김수미, 서유정, 정재곤, 박형선, 최민준, 주부진, 오협, 전익령, 장경희, 이미선, 이경미, 송민주 | 여은희         | 임태우 |
| 524회 | 2월 28일  | 위험한 행운                           | 김인권, 이지희, 안연홍                                                                       | 박형진         | 이재동 |
| 525회 | 3월 7일   | 사랑한다 말하기                       | 독고영재                                                                                     | 박연선         | 백호민 |
| 526회 | 3월 14일  | 나나, J를 만나다                      | 정찬, 신지수                                                                                 | 박정화         | 신현창 |
| 527회 | 3월 21일  | 피아노 치는 남자                      | 조하나, 정성화                                                                               | 이수정         | 권석장 |
| 528회 | 3월 28일  | 살인에 관한 고백                      | 윤영준, 홍충민, 이병욱, 최용민, 양현태, 전익령, 이경원, 최화영, 정지순, 강지환, 정현아       | 김이영         | 김도훈 |
| 529회 | 4월 4일   | 발가락이 닮았다                       | 이상우                                                                                       | 김선정         | 최용원 |
| 530회 | 4월 11일  | 올 댓 라면                            | 정재환, 진희경, 유승호                                                                       | 조인란         | 박홍균 |
| 531회 | 4월 18일  | 밀회                                  | 최성준, 임경옥                                                                               | 박은령         | 임화민 |
| 532회 | 4월 25일  | 울지마, 엄마!                         | 안해숙, 정동환, 조명진, 이인혜, 김태현                                                       | 소현경         | 박복만 |
| 533회 | 5월 9일   | 비행접시                              | 공유, 이세은, 지상렬, 서권순, 정민                                                           | 박형진         | 임태우 |
| 534회 | 5월 16일  | 이은성, 홍세진                        | 신지수, 김영란, 박미선, 허정민, 최자혜                                                       | 박정화         | 신현창 |
| 535회 | 5월 23일  | 천봉례 여사의 행복한 일생             | 김영옥, 이혜은                                                                               | 여은희         | 최락권 |
| 536회 | 5월 30일  | 빗속의 여인                           | 수애, 김태현, 백종학                                                                         | 박민주         | 김도훈 |
| 537회 | 6월 6일   | 장모는 무서워                         | 손현주, 윤유선, 선우용여                                                                     | 여은희         | 박홍균 |
| 538회 | 6월 13일  | 결혼식장 100m 전                      | 조여정, 윤기원                                                                               | 이현경         | 임화민 |
| 539회 | 6월 20일  | 우리들의 작문교실                     | 김지선, 지진희                                                                               | 조민희         | 황인뢰 |
| 540회 | 6월 27일  | 혼자 우는 사랑                        | 임지은, 유태웅, 김세아                                                                       | 유현미         | 이형선 |
| 541회 | 7월 4일   | 아빠 로미오 엄마 줄리엣               | 변희봉, 전양자, 이선균, 유서진                                                               | 류명희         | 임태우 |
| 542회 | 7월 11일  | 이별의 왈츠                           | 지진희, 우희진, 김철기                                                                       | 이정선         | 신현창 |
| 543회 | 7월 25일  | 지독한 사랑을 꿈꾸는 당신에게         | 박진희, 김남진                                                                               | 김이영         | 김도훈 |
| 544회 | 8월 1일   | 착한 당신                             | 남성진, 이혜은, 엄수정, 이선균, 이혜상, 김영옥                                               | 고선희         | 이창섭 |
| 545회 | 8월 8일   | 바다 아저씨께                         | 이상우, 윤주련, 강래연                                                                       | 오수연         | 오경섭 |
| 546회 | 8월 15일  | 절집 아이들                           | 김인문, 이정호, 장수혜                                                                       | 주찬옥         | 배한천 |
| 547회 | 8월 22일  | Do 야 love me?                        | 류덕환, 자두, 임예진, 이계인                                                                 | 박정화         | 황인뢰 |
| 548회 | 8월 29일  | 난 니가 부러워                        | 김윤경, 이유진, 조상기, 김승민                                                               | 류명희         | 임태우 |
| 549회 | 9월 5일   | 내가 사랑하는 너                      | 류승수, 한혜진                                                                               | 박정화         | 신현창 |
| 550회 | 9월 19일  | 숨은 사랑 찾기                        | 임성민, 정찬, 유열                                                                           | 김순덕         | 이재동 |
| 551회 | 9월 26일  | 클럽 파라다이스                       | 김민주, 김현성, 이기영                                                                       | 남선년         | 김도훈 |
| 552회 | 10월 3일  | 그날 밤 캠퍼스에선 무슨 일이 일어났나 | 정선경, 배영선, 이도경                                                                       | 윤지련         | 이정표 |
| 553회 | 10월 10일 | 新데렐라                              | 김태연, 김광일, 박형재                                                                       | 박형진, 장현옥 | 윤재문 |
| 554회 | 10월 17일 | 이발사의 첫사랑                       | 이주희, 고호경                                                                               | 박은령         | 오경훈 |
| 555회 | 10월 24일 | 해치의 뿔                             | 박하, 송채환, 이주현                                                                         | 윤지련         | 이형선 |
| 556회 | 10월 31일 | 애인보다 좋은                         | 최재원, 권민중, 민지혜                                                                       | 김순덕         | 이대영 |
| 557회 | 11월 7일  | 그녀 시를 담그다                      | 정원중, 박순천, 박현숙                                                                       | 박혜련         | 임태우 |
| 558회 | 11월 14일 | 아내의 커밍아웃?                      | 이윤성, 이혜상, 정성화, 이정우                                                               | 정애란, 배영란 | 신현창 |
| 559회 | 11월 21일 | 늪                                    | 박지영, 김진근, 하주희, 송재호                                                               | 도현정         | 김윤철 |
| 560회 | 11월 28일 | No춘향 vs 안몽룡                      | 이보영, 이동건                                                                               | 유현주         | 한철수 |
| 561회 | 12월 5일  | 내 남자의 웨딩비디오                  | 김민희, 안정훈, 안재환                                                                       | 김경희         | 이주환 |
| 562회 | 12월 12일 | 겨울새의 꿈                           | 진희경, 유승호, 이기영, 조현숙                                                               | 박은령         | 김도훈 |
| 563회 | 12월 26일 | 떠나요 삐삐 롱스타킹                  | 김수근, 김혜나                                                                               | 장민석         | 황인뢰 |

### 2004년
| 회차  | 방송일    | 작품명                                | 출연자                                                                       | 극본                         | 연출   |
| ----- | --------- | ------------------------------------- | ---------------------------------------------------------------------------- | ---------------------------- | ------ |
| 564회 | 1월 2일   | 다리 위의 남녀                        | 이상우, 전혜진, 이정섭                                                       | 김경희                       | 권이상 |
| 565회 | 1월 9일   | 편지                                  | 정주은, 김강우, 신승환                                                       | 김순덕                       | 이대영 |
| 566회 | 1월 16일  | 안녕, 클레멘타인                      | 이혜은, 이기영, 유승호                                                       | 최수정                       | 권석장 |
| 567회 | 2월 6일   | 나비                                  | 류수영, 조윤희, 김갑수, 유지인, 김정학, 박준희                               | 원작 김인숙 극본 손은혜      | 이재규 |
| 568회 | 2월 13일  | 겨울 하느님께                         | 강남길, 엄수정, 엄춘배, 김예령                                               | 서숙향                       | 윤재문 |
| 569회 | 2월 20일  | 우리가 쏜 화살은 어디로 갔을까?       | 소이현, 진구, 김보영                                                         | 류명희                       | 임태우 |
| 570회 | 2월 27일  | 인질                                  | 이윤성, 최성준, 박병훈                                                       | 윤지련                       | 김윤철 |
| 571회 | 3월 5일   | 하드보일드                            | 류현경, 김동현, 유정석                                                       | 원작 김별아 극본 손은혜      | 유정준 |
| 572회 | 3월 19일  | 옛사랑                                | 이영하, 한민, 허정민                                                         | 강은경                       | 김우선 |
| 573회 | 3월 26일  | 유혹                                  | 남궁민, 이수아, 백종학, 신태은, 백현미, 염재욱, 이옥정, 장남경, 변주연(아역) | 도현정                       | 김도훈 |
| 574회 | 4월 2일   | 풀밭 위의 식사                        | 김태연, 여현수, 유정석, 이혜미                                               | 고선희                       | 임화민 |
| 575회 | 4월 9일   | 매화연정                              | 조덕현, 박준희, 김석옥                                                       | 황은경                       | 권이상 |
| 576회 | 4월 16일  | 사막을 건너는 법                      | 소유진, 정민, 신영진, 최은주                                                 | 김순덕                       | 이창섭 |
| 577회 | 4월 30일  | 소림사에는 형님이 산다                | 배수빈, 김뢰하, 조경훈, 이한위, 신이, 오광록                                 | 정형수                       | 이재규 |
| 578회 | 5월 7일   | 곰스크로 가는 기차                    | 엄태웅, 채정안, 예수정, 정한헌, 신충식                                       | 원작 프리츠 오트 극본 황경신 | 황인뢰 |
| 579회 | 5월 14일  | 달수 아들 과외하다                    | 강남길, 임예진, 김민우, 조형기                                               | 송미현                       | 오현창 |
| 580회 | 5월 21일  | 인비디아                              | 김진근, 정애연, 박효주                                                       | 여은희                       | 임태우 |
| 581회 | 5월 28일  | 작은 천사들                           | 박지빈, 이영유, 정성화                                                       | 배인정                       | 윤재문 |
| 582회 | 6월 4일   | 돈벼락                                | 방은희, 김뢰하, 서윤재                                                       | 김정은                       | 김도훈 |
| 583회 | 6월 11일  | 그 남자가 수상하다                    | 이훈, 김여진, 이혜은, 고정민                                                 | 조인란                       | 김진민 |
| 584회 | 6월 18일  | 울 엄마는 수퍼우먼                    | 김성령, 김영찬, 박동빈                                                       | 손황원                       | 백호민 |
| 585회 | 6월 25일  | 이영숙 사진관                         | 예지원, 박철민, 이한위                                                       | 김수정                       | 이재규 |
| 586회 | 7월 2일   | 혜미를 찾아서                         | 재희, 고정민, 이지선, 정승재                                                 | 신호림                       | 고동선 |
| 재방  | 7월 9일   | 늪 (감독편집판)                       |                                                                              |                              |        |
| 587회 | 7월 16일  | 형님이 돌아왔다                       | 지진희, 정준, 허영란                                                         | 박형진                       | 김상호 |
| 588회 | 7월 23일  | 모두에게 해피엔딩                     | 문지윤, 조안, 김인문, 홍록기, 주석, 데프콘                                   | 김지은                       | 신현창 |
| 589회 | 7월 30일  | 마약수사관 K                          | 변희봉, 정한용, 전노민, 임현식, 서승만                                       | 송미현                       | 오현창 |
| 590회 | 8월 13일  | 통근열차 러브                         | 정찬, 김보경                                                                 | 김선정                       | 최용원 |
| 591회 | 9월 3일   | 완벽한 룸메이트                       | 조민기, 김성령, 강인형                                                       | 황경신                       | 황인뢰 |
| 592회 | 9월 10일  | 잠시만 안녕                           | 최민용, 황보, 김인권                                                         | 서숙향                       | 윤재문 |
| 593회 | 9월 17일  | 액션배우 정맑음                       | 윤진서, 강신일, 허정민, 한희                                                 | 김도우                       | 김도훈 |
| 594회 | 9월 24일  | 타블로이드 朴 - Episode 1. J양의 진실 | 권오중, 이지희, 안석환, 김명국, 송귀현, 권용운, 김창준, 김태영               | 유숭열                       | 최원석 |
| 595회 | 10월 1일  | 사랑, 비탈길에 서다                   | 김서형, 하주희, 이필모                                                       | 김지은                       | 임화민 |
| 596회 | 10월 8일  | 그림자놀이                            | 윤영준, 문정희, 기주봉                                                       | 임현주                       | 고동선 |
| 597회 | 10월 15일 | 오시오 떡볶이                         | 명계남, 진구, 신소미, 박건태, 김지영                                         | 고은님                       | 김상호 |
| 598회 | 10월 22일 | 강장수의 러브하우스                   | 김지훈, 조은지, 문지윤                                                       | 오경희                       | 신현창 |
| 599회 | 10월 29일 | 너만을 위하여                         | 여현수, 강래연, 윤다훈, 박상면                                               | 조윤숙                       | 김승수 |
| 600회 | 11월 5일  | 그러나, 기억하라                      | 김진근, 정애연, 신은정                                                       | 윤지련                       | 최창욱 |
| 601회 | 11월 12일 | 남편은 파출부                         | 전노민, 이경실, 윤유선                                                       | 서숙향                       | 오현창 |
| 602회 | 11월 19일 | 로맨스를 꿈꾸다                       | 김유석, 이아현, 이지형                                                       | 김재동                       | 박복만 |
| 603회 | 11월 26일 | 쨍하고 해뜰 날                        | 이일화, 이광기, 권용운                                                       | 김선정                       | 최용원 |
| 604회 | 12월 10일 | 불량소녀                              | 왕지혜, 이진욱, 김용건                                                       | 김정은, 신인호               | 김도훈 |
| 605회 | 12월 17일 | 사랑하는 아들아                       | 이효정, 김예령, 김일우, 박순천                                               | 구선경                       | 최원석 |
| 606회 | 12월 24일 | 베리 메리 크리스마스                  | 박신혜, 안재민, 이석민, 김예진                                               | 박정화                       | 고동선 |

### 2005년
| 회차  | 방송일    | 작품명                      | 출연자 | 극본   | 연출   |
| ----- | --------- | --------------------------- | --- | ------ | ------ |
| 607회 | 1월 14일  | 스톡홀름 신드롬             | 강경준, 하주희, 조현철, 오세정                                                                                           | 김순덕 | 임화민 |
| 608회 | 1월 21일  | 러브홀릭 프로젝트           | 권오중, 허영란, 하정우, 이성민, 이경미, 유정식, 신은경, 선우선, 박성희, 박태진, 김도식, 러브홀릭(특별출연)               | 박형진 | 김상호 |
| 609회 | 1월 28일  | 나는 살고 싶다              | 서유정, 손현주 | 김지은 | 이창섭 |
| 610회 | 2월 4일   | 매직파워 알콜               | 김민선, 김동완, 강석우, 정려원, 용이                                                                                     | 최고은 | 이윤정 |
| 611회 | 2월 18일  | 나의 아름다운 이발소        | 주현, 오지호, 노현희, 홍순창, 이두일, 박현정, 원창연, 이중렬, 김희라, 이재욱                                             | 박은령 | 오경훈 |
| 612회 | 2월 25일  | 인생은 짧다                 | 김혜나, 김지완, 정찬, 윤예리                                                                                             | 선경희 | 최창욱 |
| 613회 | 3월 4일   | 어느 멋진 날                | 김민준, 장희진, 박신혜, 김뢰하,                                                                                          | 황성연 | 김진만 |
| 614회 | 3월 11일  | 달수, 성매매특별법에 걸리다 | 강남길, 임예진, 조형기                                                                                                   | 서숙향 | 오현창 |
| 615회 | 3월 18일  | 내 인생의 네비게이터        | 조이진, 이천희 | 김인영 | 이태곤 |
| 616회 | 3월 25일  | 낙조 속에서 울다            | 배수빈, 송옥숙, 신주아                                                                                                   | 소현경 | 박복만 |
| 617회 | 4월 1일   | 그녀가 보고 있다            | 정유석, 이주희, 조안 | 이종욱 | 최용원 |
| 618회 | 4월 8일   | 달콤한 악녀가 나에게 왔다   | 신성우, 이영은 | 김지은 | 김도훈 |
| 619회 | 10월 29일 | 태릉선수촌(8부작)           | 이민기, 최정윤, 김별, 이선균                                                                                             | 홍진아 | 이윤정 |
| 620회 | 11월 26일 | 문신                        | 이동규, 이민정, 연운경, 박충선, 이대연, 장태성, 김용희, 이정화, 유준석, 윤미향, 이영미, 라소희, 김재빈, 윤용현(우정출연) | 이명숙 | 김상래 |
| 621회 | 12월 10일 | 가리봉 오션스 일레븐        | 김창완, 최성국, 김혜옥, 박준석, 신지수, 이한위, 김형종, 박용진, 차시원, 심민, 서정주                                     | 김정애 | 조현탁 |
| 622회 | 12월 17일 | 메이, 준(May&June)          | 신성우, 박예진, 최일화, 유민혁, 제롬 도, 리키, 조경호, 박성균, 김은혜, 양혜원, 최수환(아역), 임지민(아역), 김보라(아역)  | 도현정 | 박재범 |
| 623회 | 12월 24일 | 나는 지금 모바니아로 간다   | 김지영, 계성용, 김철기, 신동미, 권해효, 윤진영, 이화진, 원유미, 최지원                                                   | 김남경 | 권석장 |

### 2006년
| 회차         | 방송일    | 작품명                               | 출연자 | 극본                    | 연출   |
| ------------ | --------- | ------------------------------------ | --- | ----------------------- | ------ |
| 624회        | 1월 7일   | 사랑해, 아줌마                       | 박민지, 박순천, 이한위, 정복임, 이대연, 임세미, 강원, 단소영, 정용국, 전성애, 김형일, 전일범, 유지수, 이병규                       | 설경은                  | 김도훈 |
| 625회        | 1월 14일  | 타인의 취향                          | 김지우, 이필모, 윤성훈, 박호영, 이대연, 신은경, 윤주영, 박태진, 오성윤                                                             | 소현경                  | 유정준 |
| 626회        | 1월 24일  | 안녕, 천사님                         | 김지영, 박준석, 박탐희, 윤주상, 고명환, 손헌수, 정재진, 임현식(특별출연), 김지영(특별출연), 김은주                                 | 김지은                  | 김경희 |
| 627회        | 2월 4일   | 통정                                 | 기태영, 이수경, 김형범, 서재경 | 이주희                  | 손형석 |
| 628회        | 2월 18일  | 당신만을 사랑해?                     | 김국진, 이일화 | 박민주                  | 최용원 |
| 629회        | 2월 25일  | 새는                                 | 도한, 김은주, 이켠, 김우빈, 신복숙, 이대연, 장미화, 오정석, 유재근, 서지혜(우정출연)                                               | 원작 박현욱 극본 이선아 | 임태우 |
| 630회        | 3월 4일   | 봄行                                 | 최일화, 서유정, 이정문, 조덕현, 박웅, 정한헌, 윤진영, 최성웅, 김종호, 반야성, 손선근, 전성애, 김창성, 이선규                       | 조윤숙                  | 박재범 |
| 재방 (316회) | 3월 11일  | 간직한 것은 잊혀지지 않는다          | |                         |        |
| 631회        | 3월 25일  | 돌아온 철사장                        | 손병호, 김예령, 이한위, 박충선, 남포동, 김형범, 한예린, 엉클 케이(특별출연)                                                        | 김균태                  | 김도훈 |
| 632회        | 4월 1일   | 새끼곰의 미소                        | 안선영, 김유정, 전현, 김지영, 유형관, 영재욱, 주부진, 이영희, 변신호, 금준희, 구혜령, 김대성, 최송아                               | 주경이                  | 오경훈 |
| 633회        | 4월 8일   | 그 남자의 질투                       | 정겨운, 주호, 김별, 진가영, 이인철, 이대연, 오만석, 김지혜, 민지영, 이형석                                                         | 고윤희                  | 윤재문 |
| 634회        | 4월 15일  | 눈물의 기원                          | 장현성, 옥지영, 최성민, 서재경, 남궁연(특별출연)                                                                                   | 김경희                  | 김경희 |
| 635회        | 4월 22일  | 토끼의 아리아                        | 김승욱, 박그리나, 김하균, 김미연, 이정현, 유형관, 김희라, 이중열, 김원배, 최민준, 안지환, 장병철, 장미화(우정출연)                 | 원작 곽재식 극본 진헌수 | 손형석 |
| 재방 (323회) | 4월 29일  | 그녀의 화분 NO.1                     | |                         |        |
| 636회        | 5월 6일   | 후(後)                               | 이선균, 홍수현, 김혜나, 경준, 김혜옥, 전성애, 김초원, 이영희                                                                       | 박지숙                  | 이재동 |
| 637회        | 5월 13일  | 못한 여자, 했던 남자                 | 우희진, 최재원, 김철기 | 노지설                  | 권이상 |
| 638회        | 5월 20일  | 수수꽃다리                           | 안영홍, 박형재, 김성준, 인운경, 이인철, 김지혜, 단강호                                                                             | 박미영                  | 김상래 |
| 639회        | 5월 27일  | 폭로                                 | 정재곤, 지성원, 김용건 | 김미현                  | 조중현 |
| 640회        | 7월 8일   | 중독                                 | 박지영, 안내상, 김영옥, 박유선 | 윤지수                  | 이재원 |
| 641회        | 7월 15일  | 네가 형부가 될 수 없는 오만가지 이유 | 문정희, 김정욱, 이혜은, 임승대 | 최윤정                  | 김도훈 |
| 642회        | 7월 22일  | 라이카의 여름                        | 한여름, 설성민, 함은정, 정선화, 김미경, 김명국, 이원용, 이종래, 김용희, 이중열, 문종찬(아역), 이상길(아역)                         | 김미진                  | 손형석 |
| 643회        | 7월 29일  | 복날이 온다                          | 이희도, 서승만, 이미지 | 이형순                  | 권이상 |
| 재방 (453회) | 8월 5일   | 동행Ⅱ (명작선)                       | |                         |        |
| 644회        | 8월 12일  | 놈들의 수다                          | 강성필, 김정욱, 김승민, 주상욱 | 박준형                  | 김상호 |
| 645회        | 8월 19일  | 바다가 하는 말                       | 손태영, 강지섭, 이재용, 최란, 이민혁                                                                                               | 이숙진                  | 이재동 |
| 646회        | 8월 26일  | 저 별은 나의 별                      | 고정민, 이지훈 | 박은령                  | 고동선 |
| 647회        | 9월 2일   | 잘 지내나요, 청춘                    | 김동완, 김보경, 김C, 나혜미, 김민규, 최재호, 정해욱, 조석현, 양현태, 한은선, 이미영(특별출연), 강남길(특별출연)                    | 이경의                  | 이정효 |
| 648회        | 9월 9일   | 엘비스                               | 여현수, 박다안, 허정민, 김해인 | 이완                    | 김상래 |
| 649회        | 9월 16일  | 나의 문제적 그녀                     | 김국진, 김지연, 홍수아 | 노지설                  | 최원석 |
| 650회        | 9월 23일  | 사고다발지역                         | 김성준, 추헌엽, 이진, 김석옥, 건성현, 서재경, 이병철, 이원용, 윤현숙, 이시언, 이종구, 반혜라, 최성웅, 이병준, 강수한               | 윤지수                  | 이재원 |
| 재방 (639회) | 10월 14일 | 폭로                                 | |                         |        |
| 651회        | 10월 21일 | 미스김의 부메랑                      | 정다혜, 윤영준, 류현경, 정경호 | 최윤정                  | 김도훈 |
| 652회        | 11월 4일  | 국물, 있습니다                       | 엄수정, 윤주상, 장정희, 최준용, 임승대, 고은미, 정재진, 구본임, 김선녀, 전성애, 이세백, 박성균, 탁승일, 김동찬, 건휘, 김수민(아역) | 김선영                  | 백호민 |
| 653회        | 11월 11일 | 너네 호영이                          | 김용준, 김현정, 서재경, 손호영 | 정민화                  | 손형석 |
| 654회        | 11월 18일 | 그 집엔 누가 사나요?                 | 서지혜, 서영희, 박병은 | 손민지                  | 김진민 |
| 655회        | 11월 25일 | 동네 한 바퀴                         | 임예진, 성동일, 노현희, 우현, 이경아, 임지현                                                                                       | 배창직                  | 김대진 |
| 656회        | 12월 9일  | 새엄마의 결혼                        | 김한비, 조하나 | 김혜숙                  | 권이상 |
| 657회        | 12월 16일 | 상처                                 | 김영재, 옥지영, 한여운, 허정민 | 김남경                  | 김상래 |
| 특집         | 12월 23일 | 우리들의 크리스마스                  | 최여진, 이연수, 박찬환, 김혜옥, 정경호, 예인, 최창익, 황혜진, 박진성, 이현경, 김진양, 장초희(아역), 김나경(아역)                   | 박정화                  | 김도훈 |

### 2007년
| 회차           | 방송일   | 작품명                  | 출연자                                                                     | 극본                    | 연출   |
| -------------- | -------- | ----------------------- | -------------------------------------------------------------------------- | ----------------------- | ------ |
| 658회          | 1월 6일  | 로맨스 파파             | 김C, 유주희, 이영유, 차준환                                                | 김모                    | 손형석 |
| 659회          | 1월 13일 | 옆구리와 허벅지         | 이상우, 유혜정, 박유선, 방은희                                             | 김진수                  | 이재원 |
| 660회          | 1월 27일 | 적루몽                  | 정태우, 유연지, 김민채, 윤주상                                             | 박상희                  | 최용원 |
| 661회          | 2월 3일  | 봉재, 돌아오다          | 최종원, 권해효, 안용준                                                     | 조인란                  | 김진민 |
| 662회          | 2월 10일 | 동쪽마녀의 첫 번째 남자 | 이민우, 김혜나, 이석준, 김용희, 김혁                                       | 이윤종                  | 김대진 |
| 663회          | 2월 24일 | 건망증                  | 서도영, 임성언                                                             | 원작 서현주 극본 여정미 | 강대선 |
| 664회 (최종회) | 3월 10일 | 드리머즈(The Dreamers)  | 명계남, 이일화, 정지순, 이시환, 박채경, 장태훈, 김상호, 조재완, 김윤아, 붐 | 유희경                  | 최병길 |

## 같이 보기
| - KBS 문예극장 - KBS TV 문학관 - KBS 드라마 초대석 - KBS 논픽션 드라마 - KBS TV 문예극장 - KBS 신 TV 문학관 - KBS HDTV 문학관 - KBS 드라마게임 - KBS 드라마 스페셜 (구) - KBS 테마 드라마 - KBS 금요극장 - KBS 일요베스트 - KBS 드라마시티 - KBS 드라마 스페셜 (신) - KBS 드라마 스페셜 연작 시리즈 - KBS 웹드라마 스페셜 - KBS 청소년문학관 - KBS 가요드라마 | - MBC 베스트셀러극장 - MBC 금요극장 - MBC TV 피처 - MBC 베스트극장 - MBC 일요 드라마 극장 - MBC 드라마 페스티벌 - SBS 여성극장 - SBS 70분드라마 - SBS 오픈드라마 남과여 - JTBC 드라마페스타 - tvN 드라마 스테이지 - tvN 드라마 O'PENing |